# Liste des capitaines du Peuple de Volterra

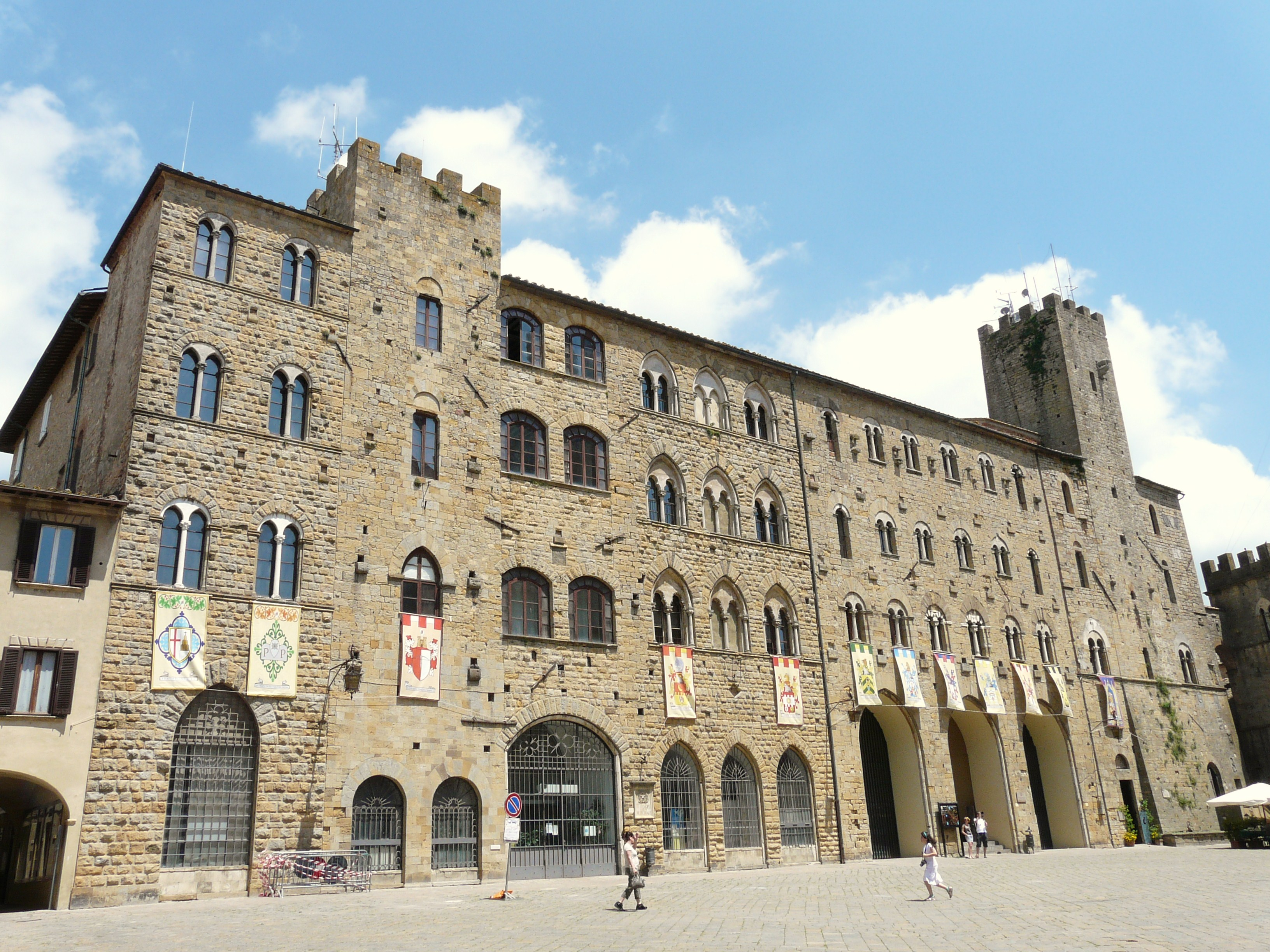
Le Palazzo Pretorio, siège des podestats et des capitaines du Peuple de Volterra jusqu'en 1472.

La liste des capitaines du Peuple de Volterra établit la succession chronologique des premiers magistrats de la république de Volterra, qui exercèrent le pouvoir exécutif conjointement avec les podestats.
La fonction apparut lorsque fut adopté en 1253 le Statuto qui instaura à Volterra le régime du Popolo. Ce dernier organisa le gouvernement de la bourgeoisie urbaine. Le capitaine du Peuple fut créé pour faire pendant au podestat, l’ancienne institution issue de la république aristocratique. Outre les attributions exercées par les deux magistrats (exécutives, judiciaires et de police, ainsi que de commandement de l’armée urbaine), le capitaine du Peuple devait défendre les intérêts du Popolo. Cependant, les orientations politiques de la cité étaient décidées par les institutions collégiales représentant les citoyens de la ville (les 24 Anciens (XXIV Anziani) ou Défenseurs du Peuple (Difensori del Popolo), plus tard réduits à 12, puis à 6, et qui seront eux-mêmes remplacés ultérieurement par l’institution des Prieurs).
À l’origine, le capitaine du Peuple était élu pour six mois, selon la même procédure que celle concernant l’élection du podestat.

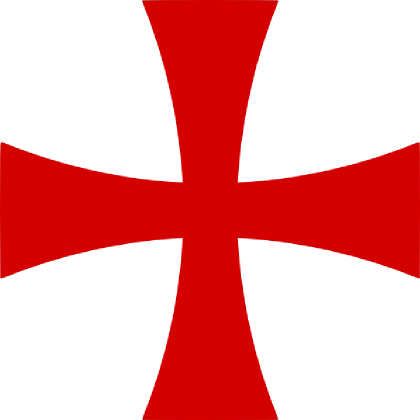
La croix rouge sur fond blanc, emblème du Popolo de Volterra.

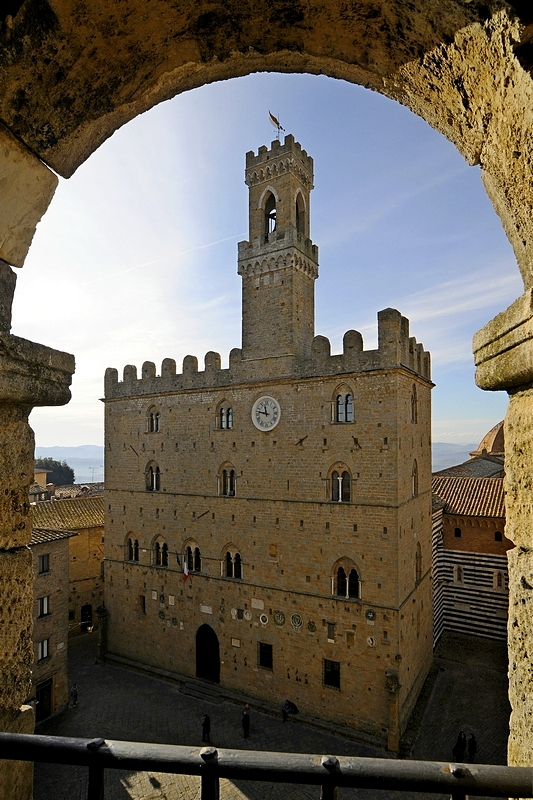
Le Palazzo dei Priori (Palais des Prieurs), où s'installa le capitaine du Peuple à partir de 1472.

La fonction devint permanente à partir de 1281. Elle évolua sensiblement au cours des siècles. Lors de l’effondrement de la seigneurie des Belforti en 1361, les Florentins décidèrent de faire du capitaine du Peuple l’instrument de leur contrôle de Volterra. Ils imposèrent aux habitants qu'il soit désormais obligatoirement florentin. Par la suite, ils s’efforcèrent de renforcer ses pouvoirs au détriment des autres institutions communales, et notamment du podestat. Ainsi, en 1369, on réserva au seul capitaine  le pouvoir de rétablir l’ordre en cas de troubles causés à l’État ou à la paix publique par l’une ou l’autre des factions pro ou anti-Belforti. Le 19 octobre 1370, on lui attribua le commandement de la garde de la cité. À ce titre, on lui confia les clés des portes de la ville.
Le 30 décembre 1385, les Florentins obtinrent que capitaine du Peuple soit désormais choisi par eux-mêmes, et non plus par les autorités de la commune de Volterra. Ils obtinrent également de pouvoir modifier directement les statuts de la République qui porteraient atteinte aux pouvoirs du capitaine. Ils imposèrent par ailleurs que ce dernier dispose désormais du pouvoir de faire des propositions devant les différents Conseils communaux concernant les affaires publiques, à l’exception de celles susceptibles de diminuer son propre pouvoir ou son autorité. Les jours suivants, les Florentins imposèrent encore que le capitaine devrait prêter serment dans les mêmes termes que celui de Pistoia (ce serment étant très favorable aux Florentins), puis quelques autres jours plus tard, qu’il disposerait strictement des mêmes pouvoirs que celui de Pistoia. Le 20 janvier 1386 ils décidèrent de lui allouer un minimum de deux pages et de deux cavaliers pour sa suite et d’augmenter son salaire qui passa de 2500 à 2800 lires. Ils confirmèrent qu’il disposerait de toutes les clés de la cité, à l’exception de celle de la forteresse, attribuée au châtelain (également florentin).
En 1429, un certain Giusto Landini dirigea un soulèvement populaire contre la tutelle florentine. Il chassa le capitaine du Peuple florentin Lorenzo Amadori il Grasso et prit lui-même le titre de capitaine. Il prêta serment (giuramento) auprès du chancelier des Prieurs, Piero Gualfredini da Verona, mais fut assassiné peu de temps après. Ayant recouvré leur contrôle sur la cité, les Florentins en représailles supprimèrent le podestat et conférèrent tous ses pouvoirs au capitaine du Peuple. Ces dispositions furent cependant rapidement annulées.
Lorsqu’en 1472 la cité de Volterra fut assiégée puis mise à sac par les Florentins, elle perdit toute autonomie politique. Le podestat, symbole de la république, fut définitivement supprimé. La magistrature suprême des Prieurs, le cœur du pouvoir, fut préservée mais privée de toute substance. Le capitaine du Peuple, devint alors le véritable maître de la cité. Il déménagea du Palazzo Pretorio pour s’installer dans le Palazzo dei Priori (Palais des Prieurs) et exerça dorénavant de véritables fonctions de gouverneur florentin à Volterra, cumulant alors presque systématiquement dans une confusion fonctionnelle le poste de capitaine de Volterra (institution exécutive locale) et celui de commissaire florentin à Volterra (institution diplomatique florentine de représentation des intérêts florentins à Volterra).

## Liste des capitaines du Peuple de Volterra
La liste des capitaines du Peuple de Volterra est principalement établie, sauf mention contraire en notes, à partir de celle qui figure dans les Notizie istoriche della città di Volterra (op. cit. infra). Elle est incomplète pour la période de 1253 à 1280 et pour la période postérieure à 1758. En outre, elle présente des lacunes pour la période allant de 1280 à 1758. La liste issue de ces Notizie istoriche est ici complétée par les noms de capitaines issus d’autres sources, qui sont systématiquement mentionnées en notes (autres sources documentaires, noms figurant sur les blasons sculptés sur les murs du Palais des Prieurs...).
- 1253 : Ranieri Pance (Raynerius Pance potestas et capitaneus), cumule les fonctions de capitaine du Peuple (capitaneus) et de podestat (potestas)[5].
- 1260 : Ranieri Ubertini (Raynerius episcopus vulterranus potestas et capitaneus), évêque de Volterra; cumule également les fonctions de capitaine du Peuple et de podestat de la cité[5].
- 1261 : Ranieri Gualterotti (Raynerius Gualterotti de Pisis potestas et capitaneus), originaire de Pise; cumule les fonctions de capitaine du Peuple et de podestat[5].
- 1281 : Ranieri Morle (Raynerius Morle de Luca), originaire de Lucques.
- 1282 : Orlando Malavolti (Orlandus de Mallevoltis de Senis), originaire de Sienne.
- 1283 : Manfredo Bernarducci (Manfredus de Bernarduccis de Luca), originaire de Lucques.
- 1283 : Niccolò di Bizozolo  (Nicolaus de Bizozolo civis senensis), citoyen de Sienne.
- 7 mai 1285-1286[6] : Cavalcante di Bernardo Cavalcanti (Cavalcantes de Cavalcantibus de Florentia), originaire de Florence.
- 1288 : Arrigo (Henricus de Florentia), originaire de Florence.
- 1290 : Filippo Malavolti (Philippus de Malavoltis de Senis), originaire de Sienne.
- 1291 : Spinello Forteguerri (Spinellus de Forteguerris de Senis), originaire de Sienne.
- 1292 : Grifo di Iacoppo Gallerani[7], originaire de Sienne.
- 1294 : Alessandro Bandinelli (Alexander de Bandinellis de Senis), originaire de Sienne.
- 1298 : Francesco Sozzi (Franciscus D. Sozzi de Senis), originaire de Sienne.
- 1300 : Robba Ranaldini (Robba de Ranaldinis de Senis), originaire de Sienne.
- 1301 : Mino di Pietro Tolomei (Minus Petri de Tolomeis de Senis), originaire de Sienne.
- 1302 : Gaddino Simonetti (Gaddinus Simonetti de Luca), originaire de Lucques.
- 1304 : Jacopo di Barga (Jacobus de Barga lucanus), originaire de Lucques.
- 1304 : Berto Tagliamelo (Bertus Tagliamelo de Luca), originaire de Lucques.
- 1304 : Barone de' Mangiadori[8], originaire de San Miniato.
- 1305 : Bernardino Bernarducci (Bernardinus de Bernarduccis de Luca), originaire de Lucques.
- 1306 : Gabriele Piccolomini (Gabriel de Piccolominis de Senis), originaire de Sienne.
- 1307 : Cino Saracini (Cinus de Saracinis de Senis), originaire de Sienne.
- 1307 : Meo di Pietro Tolomei (Meus Pieri de Tolomeis de Senis), originaire de Sienne.
- 1308 : Guccio di Rainaldo Ranaldini (Guccius Rainaldi de Ranaldinis de Senis), originaire de Sienne; capitaine pour la première fois.
- 1309 : Giovanni di Pino de' Rossi (Joannes Pini de Rubeis de Florentia), originaire de Florence; capitaine pour la première fois.
- 1309 : Nuccio di Bernardino de Vasochiensibus (Nuccius Bernardini de Vasochiensibus de Urbevetere), originaire d'Orvieto.
- 1310 : Guglielmo di Catelino Opizi (Guglielmus Catelini de Opizis de Luca), originaire de Lucques.
- 1311 : Jacopo Benigno di Barga (Jacobus Benincase de Barga civis lucanus), citoyen de Lucques.
- 1311 : Nello di Mino Tolomei (Nellus Mini de Tolomeis de Senis), originaire de Sienne.
- 1311 : Baldo di Castro Nuovo (Baldus de Castro Novo civis perusinus), citoyen de Pérouse.
- 1312 : Ghigo Bernarducci (Ghigus de Bernarduccis de Luca), originaire de Lucques.
- 1312 : Cino di Alamanno Piccolomini (Cinus Alamanni de Piccolominis de Senis), originaire de Sienne.
- 1313 : Nocto Bertacconi (Noctus Bertacconis de Senis), originaire de Sienne.
- 1314 : Guccio di Rainaldo Ranaldini (Guccius Rainaldi de Ranaldinis de Senis), originaire de Sienne; capitaine pour la seconde fois.
- 1315 : Taverna Tolomei (Taverna de Tolomeis de Senis), originaire de Sienne.
- 1316 : Branca de' Maconi (Branca de Maconibus de Senis), originaire de Sienne.
- 1317 : Rodolfo Peruzzi (Rodulfus de Peruzzis de Florentia), originaire de Florence.
- 1317 : Franchino di Pietro (Franchinus D. Petri di Spuleto), originaire de Spolète.
- 1318 : Giovanni Acti (Joannes Acti de Bettonio), originaire de Bettona (?).
- 1318 : Vittorio di Gualtieri Ranaldini (Victorius Gualterii de Ranaldinis de Senis), originaire de Sienne.
- 1319 : Francesco di Brunamonte della Serra[9] (Franciscus Brunamontis de Sera de Eugubio), originaire de Gubbio.
- 1320 : Zampa Ricciardi (Zampa de Ricciardis de Pistorio), originaire de Pistoia.
- 1321 : Maffeo di Ugo (Maffeus Ugonis de Civitate Castelli), originaire de Città di Castello.
- 1321 : Emilio Mezzovillani (Emilius de Mezzovillanis de Bononia), originaire de Bologne.
- 1322 : Guelfo Pugliesi (Guelfus de Pugliesis de Prato), originaire de Prato.
- 1322 : Lapo Adimari (Lapus de Adimaribus de Florentia), originaire de Florence.
- 1324 : Rainaldo di Lotteringo Gherardini (Rainaldus Lotteringi de Gherardinis de Florentia), originaire de Florence.
- 1325 : Vanni Mazzetti (Vannes de Mazzettis de Burgo S. Sepulcri), originaire de Borgo San Sepolcro.
- 1325 : Offreduccio d'Acquasparta (Offreduccius de Aquasparta)
- 1326 : Monaldo di Pietro Salamoni (Monaldus Petri de Salamonis de Bettonio), originaire de Bettona (?).
- 1327 : Azolino Scotti (Azolinus de Scottis de Senis), originaire de Sienne.
- 1327 : Mino di Cione Malavolti (Minus Cionis de Malevoltis de Senis), originaire de Sienne.
- 1328 : Leone Guadoni di Cornia (Leo Guadonis de Cornia de Peruso), originaire de Pérouse.
- 1329 : Cione di Mino di Cione Malavolti (Cionus Mini Cionis de Malevoltis de Senis), originaire de Sienne.
- 1330 : Giovanni di Pino de' Rossi (Joannes Pini de Rubeis), originaire de Florence; capitaine pour la seconde fois.
- 1330 : Giovanni di Bertullo Ciacconi (Joannes Bertulli de Ciacconis de S. Miniate), originaire de San Miniato.
- 1330 : Bernardino Epi (Bernardinus de Epis de Assisio), originaire d'Assise.
- 1331 : Andrea Piccolomini (Andreas de Piccolominis de Senis), originaire de Sienne.
- 1332 : Pietro di Francesco Panciatici (Pierus Francisci de Panciaticis de Pistorio), originaire de Pistoia.
- 1333 : Andrea Cole Stefanigi (Andreas Cole de Stefanigis de Tuderto), originaire de Terni.
- 1333 : Jacopo Furni (Jacobus de Furnis de Assisio), originaire d'Assise.
- 1335 : Pietro di Ceffo Beccanugi (Pierus Ceffi de Beccanugis de Florentia), originaire de Florence.
- 1336 : Francesco Strozzi Ier[10] (Franciscus de Strozzis de Florentia), originaire de Florence.
- 1337 : Guido Donodei (Guido Donodei de Civitate Castelli), originaire de Città di Castello.
- 1338 : Taddeo Magalotti (Taddeus de Magalottis de Florentia), originaire de Florence.
- 1339 : Berto della Branca (Bertus della Branca de Eugubio), originaire de Gubbio.
- 1339 : Cione di Matteo della Serra (Cione Mathei della Sera de Eugubio), originaire de Gubbio.
- 1340 : Bocca de' Rossi (Bocca de Rubeis de Pistorio), originaire de Pistoia.
- 1343 : Ottaviano Belforti (Actavianus de Belfortibus), seigneur de Volterra depuis 1340, exerça la charge de capitaine du Peuple jusqu'à sa mort en 1348 ou 1349. Sous la seigneurie de ses fils Roberto et Bocchino (1349-1361), il ne semble pas que cette charge ait été attribuée[11].
- 1361-1362 : Migliore Guadagni[12] (Melior de Guadagnis), premier capitaine désigné selon la règle imposée par les Florentins selon laquelle ce magistrat serait désormais obligatoirement originaire de Florence. Les suivants seront donc tous issus de cette cité. C'est Migliore Guadagni qui prononça la sentence de mort contre Bocchino Belforti, seigneur déchu de la cité[13].
- 1362 : Angelo di Berto Cecchi (Angelus Berti Cecchi)
- 1363 : Leonardo di Giovanni Rafacani (Leonardus Joannis de Rafacanis)
- 1363 : Giovanni di Francesco Magalotti (Joannes Francisci de Magalottis)
- 1364 : Alamanno di Francesco Salviati (Alamannus Francisci de Salviatis)
- 1365 : Giancho Marigolli (Janchus de Marigollis)
- 1365 : Leonardo di Raniero Adimari (Leonardus Raynerii de Adimaris)
- 1365 : Zenobio di Giovanni Marigolli (Zenobius Joannis de Marigollis)
- 1366 : Niccolò Gianfigliazzi (Nicolaus de Janfigliazzis)
- 1366 : Ottaviano di Bovazzo Brunelleschi (Octavianus Bovazzi de Brunelleschis)
- 1367 : Vanni di Jacopo Vecchietti (Vannes Jacobi de Vecchiettis)
- 1368 : Mezzo di Ottaviano (Mezzo de Actavianis)
- 1368 : Bonifacio di Ormanno Visdomini (Bonifatius Ormanni de Vicedominis), capitaine pour la première fois.
- 1369 : Simone di Gherardo Canigiani (Simon Gerardi de Canigianis)
- 1370 : Bardo di Ghino Altoviti (Bardus Ghini de Altovitis)
- 1371 : Rosso Ricci (Rossus de Riccis), capitaine pour la première fois.
- 1372 : Filippo di Alamanno Adimari (Philippus Alamanni de Adimaris)
- 1372 : Doffo Alberti (Doffus de Albertis)
- 1373 : Niccolò di Ghino Popoleschi (Nicolaus Ghini Popoleschi)
- 1375 : Giovanni di Loisio Mozzi (Joannes Loisii de Mozzis)
- 1376 : Filippo di Cionetto Bastari (Philippus Cionetti de Bastariis)
- 1376 : Doffo di Duccio Altoviti (Doffus Duccii de Altuitis)
- 1377 : Niccolò di Lottino da Filicaia (Nicolaus Lottini de Filicaja)
- 1377 : Donnino di Sandro Donnini (Donninus Sandri Donnini)
- 1378 : Bonifacio di Ormanno Visdomini (Bonifatius Ormanni de Bisdominis), capitaine pour la deuxième fois.
- 1378 : Giovanni Cambio (Joannes Cambii)
- 1378 : Bonifacio di Ormanno Visdomini (Bonifatius Ormanni de Bisdominis), capitaine pour la troisième fois.
- 1379 : Rosso di Ricciardo Ricci (Rossus Ricciardi de Riccis), capitaine pour la seconde fois.
- 1379 : Filippo di Alessandro Adimari (Philippus Alexandri de Adimaribus)
- 1379 : Bettino di Covone Covoni[14] (Bettinus Covonis de Covonibus[15] ou Bectino Covonis de Covonibus[16])
- 1379 : Baldassarre Marchionne di Coppo Stefani de' Buonaiuti[17]
- 1380 : Niccolò di Niccolò Gherardini (Nicolaus Nicoli de Gherardinis)
- 1380 : Andrea di Francesco Salviati (Andreas Francisci de Salviatis)
- 1380 : ... di Simone della Tosa[18]
- 1381 : Michele di Lando (Michael Landi)
- 1382 : Pietro di Gherardo del Poggio (Pierus Gherardi del Poggio)
- 1382 : Biliotto di Sandro Biliotti (Biliottus Sandri de Biliottis), capitaine pour la première fois.
- 1382 : Zenelio di Giovanni Merole (Zenelius Joannis Merole)
- 1383 : Viero Bardi (Vierus de Bardis)
- 1383 : Rinaldo di Giovannuccio Gianfigliazzi (Raynaldus Joannuzzi de Janfiliazzis), capitaine pour la première fois.
- 1384 : Biliotto di Sandro Biliotti (Biliottus Sandri de Biliottis), capitaine pour la seconde fois.
- 1384 : Cristoforo di Gerio Spini (Christophorus q. Anfrionis, Gerii de Spinis)
- 1385 : Lodovico Banchi (Ludovicus Banchi)
- 1386 : Leonardo dell'Antella (Leonardus dell'Antella), premier capitaine désigné directement par les Florentins.
- 1388 : Bindo Mancini (Bindus de Mancinis)
- 1389 : Onofrio di Giovanni Lapi (Hunuphrius Joannis Lapi)
- 1389 : Niccolò Baldovinetti (Nicolaus de Baldovinettis)
- 1390 : Pazzino Strozzi[10] (Pazzinus de Strozzis)
- 1390 : Baldo Catalano (Baldus de Catalano)
- 1391 ou 1392[19] : Guccio di Cino de Nobili (Guccius de Nobilis)
- 1393 : Vanni di Michele Castellani (Vannes Michaelis de Castellanis), capitaine pour la première fois.
- 1393 ou 1394 : Maso degli Albizzi Ier[20] (Masus de Albitiis)
- 1394 : Bartolomeo di Talde Valori (Bartolomeus Talde de Valoris)
- 1394 : Jacopo di Jacopo Corsini (Jacobus Jacobi de Corsinis)
- 1395 : Silvestro Belfredegli (Salvestrus de Belfredeglis)
- 1396 : Francesco Oricellari (Franciscus de Oricellariis)
- 1397 : Giovanni Aldobrandini (Joannes de Aldobrandinis)
- octobre 1397-1398 : Agnolo Albizzi[21]
- 1399 : Francesco di Meo Floravanti (Franciscus Mei de Floravantis)
- 1399 : Rinaldo Gianfigliazzi (Raynaldus de Gianfigliassis), capitaine pour la seconde fois.
- 1400 : Jacopo Guasco (Jacobus de Guasconibus)
- 1400 : Lapo di Giovanni di Lapo Niccolini (Lapus Joannis Lapi Niccolini)
- 1401 : Giovanni Biliotti[22]
- 1401 : Tommaso Neri (Thomas Nerii)
- 1402 : Matteo di Michele di Angelo Castellani (Matheus Michaelis Angeli de Castellanis)
- 1404 : Aginello di Niccolò Popoleschi (Aghinellus Nicolai de Popoleschis)
- 1404 ou 1405 : Filippo di Niccolò Giugni[23] (Philippus Nicolai de Giugnis), capitaine pour la première fois.
- 1404 : Lipolso di Cipriano Mazzoni (Lipolsus Cipriani de Mazzonibus)
- 1405 : Niccolò di Francesco Sacchetti (Nicolaus Francisci de Sacchettis)
- 1407 : Niccolò di Cecco Donati (Nicolaus Cecchi Donati)
- 1er octobre 1407-1er avril 1408 : Agnolo di Filippo Pandolfini[24]
- 1408 : Simone di Pietro da Floraia (Simon olim Ser Pieri de Floraja)
- 1409 : Benintendo di Nuccio Tolosinci (Benintendus Nucci de Tolosincis)
- 1409 : Giovanni di Donato Brancadori (Joannes Donati de Brancadoris)
- 1409 : Aginolfo Popoleschi (Aghinulphus de Popoleschis)
- 1410 : Pera Baldovinetti (Pera de Baldovinettis)
- 1411 : Cino di Guccio de Nobili[25]
- 1413 : Bernardo di Blasio Vasconi (Bernardus Blasii de Vasconibus)
- 1413 : Bartolomeo di Neri Pitti (Bartolomeus Neri de Pittis)
- 1413 : Antonio di Tedice Albizzi (Antonius Tedici de Albitis)
- 1414 : Arrigo di Giovanni Sassolini (Arrigus Joannis de Sassolinis)
- 1414 : Francesco di Niccolò Balduinetti (Franciscus Nicolai de Balduinettis)
- 1415 : Pietro di Bernardo di Arena (Pierus Bernardi de Arena)
- 1416 : Filippo di Frosino da Floraia (Philippus magistri Frosini de Floraja)
- 1416 : Filippo di Tommaso Corsini (Philippus Thome de Corsinis)
- 1417 : Bartolo di Jacopo di Bancho Bencivenni (Bartolus Jacobi Banchi Bencivennis)
- 1418 : Nofrio di Ducco Mellini (Nofrius Ducci de Mellinis)
- 1418 : Vanni Castellani (Vannes de Castellanis), capitaine pour la seconde fois.
- 1419 : Salimbene di Leonardo Bartolini (Salimbenus Leonardi de Bartolinis)
- 1419 : Vannozzo di Giovanni Serragli (Vannozzus Joannis de Serraglis)
- 1420 : Oberto di Jacopo Arrighi (Ubertus Jacobi Arrighi)
- 1422 : Neri di Francesco Fioravanti (Nerius Francisci de Fioravantibus)
- 1422 : Niccolò di Manevollo Manevolli (Nicolaus Manevolli de Manevollis)
- 1423 : Geri di Teste Geronimi (Gerius Teste de Jeronimis)
- 1424 : Guglielmo di Bardo Altoviti (Guilielmus Bardi de Altovitis)
- 1424 (ou 1420[26]) : Neri di Gino Capponi (Nerius Gini de Capponibus)
- 1426 : Obertino di Gherardo Risaliti (Ubertinus Gerardi de Risalitis)
- 22 janvier 1427-1427 : Filippo di Niccolò Giugni[23] (Philippus Nicolai de Giugnis), capitaine pour la seconde fois.
- 1427 : Giovanni di Rinaldo Gianfigliazzi (Joannes Raynaldi de Janfiliazzis)
- 1428 : Francesco di Antonio di Palmero Vasovio (Franciscus Antonii Palmeri de Vasovio)
- 1429 : Lorenzo di Giovanni Amadori (Laurentius Joannis de Amadoribus), surnommé il Grasso; chassé par une révolte populaire menée par Giusto Landini[27].
- 1433 : Paolo di Bardo Mancini (Paulus Bardi de Mancinis)
- 1434 : Stefano di Salvo di Filippo Bencivegni (Stephanus Salvi, Philippi de Bencivegnis)
- 1434 : Alessandro di Ugo Alessandri (Alexander Ugonis de Alexandris), capitaine pour la première fois[28].
- 1435 : Giovanni di Astore di Niccolò di Gherardino Gianni (Joannes Astoris, Nicolai, Gherardini de Giannis)
- 1436 : Bernardo di Baldo della Tosa[29]
- 1437 : Niccolò di Francesco Cambi (Nicolaus Francisci de Cambis)
- 1437 : Simone di Mariotto Orlandini (Simon Mariotti de Orlandinis)
- 1438 : Antonio di Lottingho Baverelli (Antonius Lottinghi de Baverellis)
- 1439 : Lorenzo di Pietro Pierallini (Laurentius Pieri Pierallini)
- 1441 : Luigi di Piero Guicciardini[30]
- 1444 : Alessandro Alessandri (Alexander de Alexandris), capitaine pour la deuxième fois[28].
- 1450 : Alessandro di Ugo Alessandri (Alexander Ugonis de Alexandris), capitaine pour la troisième fois[28].
- 5 août 1450-1451 : Francesco di Piero di Francesco Ginori[31]
- 1452 : Saracino Pucci[32]
- 1454 : Benintendi Pucci[33]
- 1455 : Giovanni d'Antonio Canigiani[34]
- 1461 : Bernardo di Oricellario Palle (Bernardus Oricellarius Palle filius)
- 1462-1463 : Arrigo di Filippo Arrigucci[35]
- 1463 : Bernardo di Onofrio Mellini (Bernardus Hunufrii Mellini)
- 1464 : Francesco di Lorenzo della Stufa (Franciscus Laurentii della Stufa), capitaine pour la première fois[36].
- avril 1466-1466 : Migliore di Lorenzo Cresci[37] (ou Miglore di Lorenzo di Cresci)
- 1466-1467 : Antonio di Leonardo Ferrucci[38] (Antonius Leonardi de Serraglis)
- 1467 : Frosino di Lodovico da Verrazano (Frosinus Ludovici de Verrazano)
- 1469 : Donato Acciaiuoli[39], capitaine pour la première fois.
- 1471 : Restoro Serristori[40]
- 1471-1472 : Bernardo di Tommaso Corbinelli[41] (ou Corbinegli)
- 1474 : Matteo Palmieri[42] (ou Mattheo Palmerio)
- 1475 : Maso degli Albizzi II[43] (Thomas de Albitii), capitaine pour la première fois.
- 5 avril 1476-5 octobre 1476 : Bernardo di Nero del Nero[44]
- 1476 : Giovanni d'Antonio Serristori (Johannis Antonii de Seristoris), capitaine pour la première fois[45].
- 1477 : Giovanni d'Antonio Serristori (Johannis Antonii de Seristoris), capitaine pour la seconde fois[45].
- 1477 : Donato Acciaiuoli[39], capitaine pour la seconde fois.
- 1478 : Pietro Vettori[46], capitaine pour la première fois.
- 1478 : Francesco di Lorenzo della Stufa (Franciscus Laurentii della Stufa), capitaine pour la seconde fois[36].
- 1478 : Antonio di Leonardo de Nobili[47] (Antonius Leonardi de Nobilis)
- 1482 : Lorenzo Andreini[48]
- 1482 : Lorenzo Carducci (Laurentius Carducci)
- 1486 : Antonio Bertini, capitaine pour la première fois[49].
- 1487 : Antonio Bertini, capitaine pour la seconde fois[49].
- 1488 : Antonio di Lorenzo Buondelmonti[50]
- 1488 : Maso degli Albizzi II[43] (Thomas de Albitii), capitaine pour la seconde fois.
- 1489 : Piero di Niccolò d'Andrea del Benino, capitaine pour la première fois[51].
- 1490 : Piero di Niccolò d'Andrea del Benino, capitaine pour la seconde fois[51].
- 1490 : Batista d'Antonio Corbinelli[52] (ou Corbinegli)
- 1494 : Antonio di Alessandro Buondelmonti[53]
- 1494 : Pietro Vettori[46], capitaine pour la seconde fois.
- 1495 : Piero di Gino Capponi[54]
- 1499 ou 1500 : Antonio Giacomini Tebalducci[55]
- 1500 : Stefano di Paolo Cerretani (Stephanus Pauli de Cerretanis)
- 1501 : Francesco di Bernardo di Baldo della Tosa[56]
- 1501 : Philippo di Niccolò Sacchetti[57]
- 1501 : Francesco di Goniairi Gucci, capitaine pour la première fois[58].
- 1502 : Francesco di Goniairi Gucci, capitaine pour la seconde fois[58].
- 29 mai 1502-8 juin 1502 : Gioacchino di Biagio Guasconi[59]
- 1503 : Giovanni-Batista di Niccolò Bartolini (Joannes Baptista Nicolai de Bartolinis)
- 1503 : Simone di Bernardo di Simone del Nero[60]
- 1504 : Lotosso di Pietro di Lotosso Nasi (Lutossus Petri de Nasis, ou Lutozzo Nasi), capitaine pour la première fois[61].
- 1502 : Francesco di Goniairi Gucci, capitaine pour la seconde fois[58].
- 1504 : Niccolò di Bernardo Corbinelli (Nicolaus Bernardi de Corbinellis)
- 1504 : Simone Bonciani (Simon de Boncianis)
- 1505 : Gioachino di Blasio Vasconi (Joachimus Blasii de Vasconibus)
- 1505 : Lotosso di Pietro di Lotosso Nasi (Lutossus Petri de Nasis, ou Lutozzo Nasi), capitaine pour la seconde fois[61].
- 1505 : Alessandro di Donato Acciaiuoli (Alexander Donati de Acciajolis)[62]
- 1506 : Neri di Pietro di Neri Acciaiuoli (Nerius Petri, Nerii de Acciajolis)[62]
- 1506 : Giovanni di Amerigo Benci (Joannes Americi de Bencis)
- 1507 : Sebastiano di Filippo Guidetti (Sebastianus Philippi de' Guidettis)
- 1507 : Bartolomeo di Jacopo Mancini (Bartolomeus Jacobi de Mancinis)
- 1508 : Tommaso di Francesco Tosinghi (Thomas Francisci de Tosinghis)
- 1508 : Bernardo di Alamanno di Bernardo de Médicis[63] (Bernardus Alamanni Bernardi de Medicis)
- juillet 1509-décembre 1509 : Antonio di Niccolò da Filicaia[64] (Antonius Nicolai, Luce de Filicaja)
- 1509 : Jacopo di Francesco Alamanni (Jacobus Francisci de Alamannis)
- 1510 : Lorenzo di Giovanni Popoleschi (Laurentius Joannis de Popoleschis)
- 1510 : Andrea di Niccolò Juni (Andreas Nicolai de Juniis)
- 1511 : Guglielmo di Antonio di Alessandro Alessandri (Gulielmus Antonii, Alexandri de Alexandris), capitaine pour la première fois[65].
- 1511 : Duccino di Jacopo di Duccino Mancini (Duccinus Jacobi, Duccini de Mancinis)
- 1512 (ou 1513 ?)[66] : Domenico di Bernardo Mazzinghi (Dominicus Bernardi de Mazzinghis)
- 1512 : Giovanni di Jacopo di Dino Gucci (Joannes Jacobi, Dini Gucci)
- 1513 : Lorenzo Acciaiuoli (Laurentius Acciajoli)[67], capitaine pour la première fois.
- 1513 (ou 1515 ?)[68] : Francesco di Bartolomeo Martelli (Franciscus Bartolomei de Martellis)
- 1513 : Vincenzo Mazzinghi[69] (Vincentius Mazzinghi)
- 1513 : Giovanni Ceffini (Joannes Ceffini)
- 1514 : Leonardo Strozzi[70] (Leonardus Strozzi)
- 1514 : Jacopo di Francesco Venturi (Jacobus Francisci de Venturis)
- 1514 : Guglielmo di Antonio Alessandri (Gulielmus Antonii de Alexandris), capitaine pour la seconde fois[65].
- 1514 : Simone Carnesecchi (Simon Carnesecchi, ou Simone di Piero di Simione Carnesechi), capitaine pour la première fois[71].
- 1515 : Simone Carnesecchi (Simon Carnesecchi, ou Simone di Piero di Simione Carnesechi), capitaine pour la seconde fois[71].
- 1515 : Francesco di Bernardo Ciacchi (Franciscus Bernardi de Ciacchis)
- 1515 : Antonio di Filippo Tornabuoni Ier[72] (Antonius Philippi de Tornabuonis)
- 1515 : Francesco Altoviti (Franciscus de Altovitis)
- 1516 : Pietro di Tommaso Borghini (Petrus Thomasii de Borghinis)
- 1516 : Jacopo di Berlingherio Berlingheri (Jacobus Berlingherii de Berlingheriis)
- 1516 : Alessandro di Simone Bencivenni (Alexander Simonis de Bencivennis)
- 1516 : Luca di Bartolomeo Ubertini (Lucas Bartolomei de Ubertinis)
- 1517 : Bartolomeo Tebaldi (Bartolomeus de Tebaldis)
- 1517 : Andrea di Lorenzo Corbinelli (Andreas Laurentii de Corbinellis)
- 1517 : Oddo Rineri (Oddus de Rineris)
- 1517 : Bartolomeo Masi (Bartolomeus de Masis)
- 1518 : Lorenzo Tosinghi (Laurentius Tosinghi)
- 1518 : Agnolo d'Andrevolo Sacchetti[73] (Angelus de Sacchettis)
- 1518 : Scolaio di Jacopo Ciachi (Scolajus Jacobi de Ciachis)
- 1518 : Paolo-Antonio Dini (Paulus Antonius de Dinis)
- 1518 : Benedetto Morelli (Benedictus de Morellis)
- 1519 : Ugolino di Giuliano Mazzinghi, capitaine ou podestat[74] ?
- 1519 : Benedetto di Tano di Francesco de Nerli (Benedictus Tane Francisci de Nerlis)
- 1519 : Lorenzo di Donato Acciaiuoli (Laurentius Donati de Acciajolis)[67], capitaine pour la deuxième fois.
- 1519 : Scolaio di Angelo Spini (Scolajus Angeli de Spinis), capitaine pour la première fois.
- 1520 : Roberto di Giovanni Ricci (Robertus Joannis de Riccis)
- 1520 : Lorenzo Acciaiuoli (Laurentius de Acciajolis)[67], capitaine pour la troisième fois.
- 1520 : Scolaio Spini (Scolajus de Spinis), capitaine pour la seconde fois.
- 1520 : Cambio Cambi (Cambius Cambi)
- 1521 : Niccolò di Carlo di Niccolò de Nobili[75] (Nicolaus Caroli, Nicolai de Nobilibus)
- 1521 : Giovanni di Benedetto Covoni[75] (Joannes Benedicti de Covonibus)
- 1521 : Pietro di Giovanni Bernardi (Petrus Joannis de Bernardis)
- 1522 : Antonio di Filippo Tornabuoni II[72] (Antonius Philippi de Tornabuonis)
- 1522 ou 1523[76] : Zanobi di Luca-Antonio degli Albizzi
- 1522 : Antonio Quaratesi Ier, capitaine pour la première fois[77].
- 1523 : Antonio Quaratesi Ier, capitaine pour la seconde fois[77].
- 1523 : Paolo di Giovanni di Paolo Federigi (Paulus Joannis Pauli de Federigis)
- 1523 : Niccolò di Giovanni di Bartolo Mori[78]
- 1524 : Luca Ugolini
- 1524 : Giovanni di Bartolo di Bartolo Mori[79]
- 1524 : Pietro di Leonardo Frescobaldi (Petrus Leonardi de Frescobaldis)
- 1525 : Andrea di Zanobi Tebaldi (Andreas Zanobi de Tebaldis)
- 1525 : Antonio di Priore di Giannozzo Pandolfini (Antonio di Priore di Mes. Giannozzo Pandolfini)
- 1525 ou 1526[80] : Lorenzo di Pietro di Francesco Tosinghi (Laurentius Petri Francisci de Tosinghis)
- 1526 : Alessandro Corsini
- 1527 : Filippo Carducci
- 1527 : Carlo Strozzi[10]
- 1528 : Leonardo di Neri Venturi
- 1528 : Luigi di Barone Capelli[81] (ou Luigi Cepparelli), capitaine pour la première fois.
- 1529 : Luigi di Barone Capelli[81] (ou Luigi Cepparelli), capitaine pour la seconde fois.
- 1529 : Carlo de Nobili
- 1530 : Giovanni di Pietro Vettori[82] (Joannes Petri de Vittoris)
- 1531 : Giovanni di Bernardo Buongirolami (Joannes Bernardi de Buonjeronimis[15] ou Johannes Bernardi de Bonhieronumis[16]), capitaine pour la première fois[83].
- 1531 : Bernardo Acciaiuoli[84] (Bernardus de Acciajolis)
- 1532 : Luigi Martelli[85], capitaine pour la première fois.
- 1532 : Giovanni di Bernardo Buongirolami (Joannes Bernardi de Buonjeronimis ou Johannes Bernardi de Bonhieronumis), capitaine pour la seconde fois[83].
- 1532 : Francesco di Angelo di Francesco de Luna (Franciscus Angeli, Francisci de Luna)
- 1533 : Giovanni-Batista di Francesco Cittadini
- 1533 : Roberto di Felice del Beccuto
- 1534 : Lorenzo di Donato Acciaiuoli (ou Lorenzo di Donato Acciajoli)[67], capitaine pour la quatrième fois.
- 1535 : Carlo di Gabriello de Médicis[86] (ou Carlo di Gabriello de Medici)
- 1536 : Cosimo di Cosimo Bartoli
- 1537 : Lorenzo di Matteo Canigiani
- 1537 : Donato Ridolfi
- 1538 : Ubertino di Niccolò Strozzi[87]
- 1539 : Teodoro di Francesco Sassetti
- 1540 : Gherardo Gherardi, capitaine pour la première fois[88].
- 1541 : Gherardo Gherardi, capitaine pour la seconde fois[88].
- 1541 : Giannozzo Capponi
- 1542 : Francesco di Aloisio Sostegni (Franciscus Aloisii de Sostegnis)
- 1er septembre 1543-1544 : Filippo de Nerli Ier[89]
- 1er septembre 1544-31 août 1545 : Bongianni di Jacopo Gianfigliazzi[90] (ou Buongianni di Gherardo Gianfigliazzi)
- 1545 : Taddeo di Francesco Guiducci
- 1546 : Domenico Naldini
- 1547 : Girolamo di Giovanni Morelli
- 1548 : Carlo Acciaiuoli (ou Carlo Acciajoli)[62]
- 1549 : Ippolito di Giovanni-Battista Buondelmonti[91]
- 1550 : Bernardo di Lorenzo Segni
- 1551 : Alessandro Malegonnelli
- 1552 : Daniello di Giovanni Alberti (Daniel ex Albertorum familia)[92], capitaine pour la première fois.
- 1553 : Daniello di Giovanni Alberti (Daniel ex Albertorum familia)[92], capitaine pour la deuxième fois.
- 1553 : Donato Tornabuoni[72]
- 1555 : Antonio Guidotti
- 1555 : Lodovico di Antonio Masi (Lodovico Masi Cav. di S. Jacopo), capitaine pour la première fois[93].
- 1556 : Lodovico di Antonio Masi (Lodovico Masi Cav. di S. Jacopo), capitaine pour la seconde fois[93].
- 1556 : Lorenzo di Bernardo Ridolfi
- 1558 : Bartolomeo di Bernardo di Carlo Gondi[75]
- 1559 : Carlo di Tommaso degli Alessandri[94]
- 1560 : Bernardo di Palla Rucellai
- 1561 : Antonio-Francesco Gondi (ou Anton Francesco Gondi)
- 1562 : Antonio di Francesco-Maria Diotisalvi (ou Anton di Francesco Maria Diotisalvi)
- 1563 : Tanai de' Nerli Ier
- 1563 : Cosimo d'Alessandro de' Pazzi[95]
- 1564 : Federigo Antinori
- 1565 : Francesco di Piero Davanzati
- 1566 ou 1567 : Pandolfo di Giovanni Buondelmonti, capitaine pour la première fois[96].
- 1568 : Pandolfo di Giovanni Buondelmonti, capitaine pour la seconde fois[96].
- 1568 : Giorgio Aldobrandini[97]
- 1569 : Luigi Martelli[85], capitaine pour la seconde fois.
- 1570 : Antonio Antinori Ier
- 1571 : Francesco di Jacopo de Médicis[98] (ou Francesco di Jacopo de' Medici)
- 1572 : Piero d'Alessandro Altoviti
- 1573 : Piero Alberti (Mes. Piero Alberti)
- 1574 : Francesco di Domenico Giugni
- 1575 : Alessandro di Agnolo Capponi
- 1576 : Lionetto di Giannozzo Attavanti
- 1576 ou 1577 : Jacopo d'Ugolino Mazzinghi[99]
- 1577 : Lelio Bonsi, capitaine pour la première fois[100].
- 1578 : Lelio Bonsi, capitaine pour la seconde fois[100].
- 1579 : Giovanni d'Alessandro Rondinelli (Mes. Giovanni d'Alessandro Rondinelli)
- 1580 : Francesco di Federigo Nerli
- 1580 : Bartolomeo d'Alamanno da Verrazzano (Mes. Bartolomeo d'Alamanno da Verrazzano)
- 1581 : Dionis d'Odoardo Portinari (Cav. Dionisi d'Odoardo Portinari), capitaine pour la première fois[101].
- 1582 : Dionis d'Odoardo Portinari (Cav. Dionisi d'Odoardo Portinari), capitaine pour la seconde fois[101].
- 1582 : Pandolfo di Carlo de Médicis[86] (ou Mes. Pandolfo di Carlo de' Medici)
- 1583 : Cristofano di Pietro di Francesco Carnesecchi (Mag. Cristofano di Pietro, di Francesco Carnesecchi)
- 1584 : Cammillo di Geri de' Pazzi[102]
- 1585 : Filippo di Giovanni Spina
- 1586 : Francesco Marucelli[75]
- 1587 : Jacopo di Simone Corsi (Jacopo (ou Niccolò ?) del Senat. Simone Corsi)[103], capitaine pour la première fois.
- 1587 : Pietro Nasi
- 1588 : Manente di Francesco Buondelmonti[104]
- 1589 : Andrea di Manfredi Maccinghi (Mes. Andrea di Manfredi Maccinghi)
- 1590 : Luca di Giovanni Vettori[105]
- 1591 : Cosimo di Carlo di Jacopo Feo (Cosimo del Senat. Carlo del Senat. Jacopo Feo)
- 1592 : Francesco Strozzi II
- 1593 ou 1594 : Jacopo di Simone Corsi (Jacopo (ou Niccolò ?) del Senat. Simone Corsi)[103], capitaine pour la seconde fois.
- 1594 ou 1595 : Francesco di Jacopo di Piero Vettori Ier[106] (Mes. Francesco di Jacopo di Piero Vettori)
- 1595 : Marco degli Asini (Aud. Marco degli Asini)
- 1596 : Prinsivalle della Stufa
- 1597 : Lorenzo de' Pazzi[95]
- 1598 : Rodulfo di Niccolò Sinigatti (Cav. Rodulfo del già Niccolò Sinigatti)
- 1599 : Alessandro di Raffaello Nasi (Senat. Alessandro di Raffaello Nasi)
- 1600 : Francesco di Pier-Filippo Gianfigliazzi (ou Francesco di Pier Filippo Gianfiliazzi)
- 1601 : Cosimo Tornabuoni[72] (Senat. Cosimo Tornabuoni)
- 1602 : Curzio Lanfranchi (Curzio Lanfranchi di Pisa Citt. Fior.), capitaine pour la première fois[107].
- 1603 : Curzio Lanfranchi (Curzio Lanfranchi di Pisa Citt. Fior.), capitaine pour la seconde fois[107].
- 1603 : Luigi Vittori[105] (ou Luigi Vettori ?)
- 1604 : Girolamo Anselmi[75]
- 1605 : Agnolo Niccolini
- 1606 : Vincenzo da Filicaia Ier (ou Senat. Vincenzio da Filicaja)
- 1607 : Raffaello di Luca Minerbetti (Cav. Raffaello di Luca Minerbetti)
- 1608 : Vincenzio di Baccio Martelli[108] (Vincenzio del Cap. Baccio Martelli)
- 1609 : Francesco Vettori II[82] (Francesco..... Vettori)
- 1609 : Bernardo Peruzzi
- 1610 : Antonio Antinori II
- 1611 : Pier-Filippo Pandolfini (Cav. Pier Filippo del..... Pandolfini)
- 1612 : Giovanni di Mazzeo Mazzei Ier, capitaine pour la première fois[109].
- 1613 : Giovanni di Mazzeo Mazzei Ier, capitaine pour la seconde fois[109].
- 1613 : Orazio Rinuccini
- 1614 : Giovanni-Maria Deti
- 1615 : Carlo Corsini (Carlo..... Corsini), capitaine pour la première fois[110].
- 1617 : Carlo Corsini (Carlo..... Corsini), capitaine pour la seconde fois[110].
- 1617 : Jacopo Gianfigliazzi (ou Cod. del Senat. Jacopo Gianfiliazzi)
- 1618 : Luigi d'Alessandro de Médicis[111] (ou Luigi d'Alessio de Medici), capitaine pour la première fois.
- 1619 : Pier-Francesco di Cristofano Carnesecchi (Pier-Francesco del Senat. Cristofano Carnesecchi)
- 1620 : Federigo di Curzio Lanfranchi (Federigo di Curzio Lanfranchi di Pisa Citt. Fiorentino), capitaine pour la première fois[112].
- 1621 : Federigo di Curzio Lanfranchi (Federigo di Curzio Lanfranchi di Pisa Citt. Fiorentino), capitaine pour la seconde fois[112].
- 1621 : Alessandro di Bernardo Adimari
- 1622 : Antonio di Girolamo Quaratesi II[77]
- 1623 : Niccolò di Giovanni-Batista Capponi (Cav. Niccolò del Senat. Giovanni Batista Capponi)
- 1624 : Luigi d'Alessandro de Médicis[111] (Luigi d'Alessandro Medici), capitaine pour la seconde fois.
- 1625 : Cosimo Marucelli
- 1626 : Simone d'Alfonso Gondi, capitaine pour la première fois[113].
- 1627 : Simone d'Alfonso Gondi, capitaine pour la seconde fois[113].
- 1627 : Francesco da Filicaia (ou Francesco da Filicaja), capitaine pour la première fois[114].
- 1628 : Francesco da Filicaia (ou Francesco da Filicaja), capitaine pour la seconde fois[114].
- 1628 : Neri degli Alberti
- 1629 : Niccolò di Luigi Ridolfi (Cav. Niccolò del Cav. Luigi Ridolfi)
- 1630 : Buonaccorso di Giovanni Uguccioni (Buonaccorso del Senat. Giovanni Uguccioni)
- 1633 : Tanai di Lorenzo Nerli II
- 1634 : Tommaso di Giovanni-Francesco de Médicis[115] (ou Tommaso di Giovanni-Francesco Medici), capitaine pour la première fois.
- 1635 : Tommaso di Giovanni-Francesco de Médicis[115] (ou Tommaso di Giovanni-Francesco Medici), capitaine pour la seconde fois.
- 1635 : Alessandro di Francesco Marucelli (Alessandro del Cap. Francesco Marucelli)
- 1636 : Cosimo Nemi
- 1637 : Jacopo d'Alessandro Pucci[116], capitaine pour la première fois.
- 1638 : Jacopo d'Alessandro Pucci[116], capitaine pour la seconde fois.
- 1638 : Bernardo di Lorenzo Cambi
- 1639 : Ugolino di Giuseppe Grifoni
- 1640 : Lorenzo de Médicis[117] (ou Lorenzo de Medici)
- 1641 : Antonio di Bartolomeo Castellani
- 1643 : Giovanni della Casa
- 1644 : Gismondo d'Antonio Gherardini
- 1645 : Antonio Michelozzi (Senat. Antonio Michelozzi), capitaine pour la première fois[118].
- 1646 : Antonio Michelozzi (Senat. Antonio Michelozzi), capitaine pour la seconde fois[118].
- 1646 : Ferdinando Grifoni
- 1647 : Dionigi di Filippo Carducci
- 1649 : Piero Alamanni
- 1650 : Francesco di Guasperi Soderini[119] (ou Francesco di Gaspare Soderini)
- 1651 : Ipolito Ricci
- 1652 ou 1653 : Francesco Poschi[120]
- 1654 : Sinibaldo di Cammillo Gaddi (Sinibaldo del Senat. Cammillo Gaddi)
- 1655 : Lorenzo Soderini[121], capitaine pour la première fois.
- 1656 : Lorenzo Soderini[121], capitaine pour la seconde fois.
- 1656 : Giovanni-Battista degli Assirii
- 1657 : Francesco-Maria de Médicis (ou Francesco Maria de Medici)
- 1658 : Dionisio Carducci
- 1659 : Lorenzo da Filicaia[75] (ou Lorenzo da Filicaja)
- 1660 : Bartolomeo Bracciolini (Cav. Baron Bartolomeo Bracciolini), capitaine pour la première fois[122].
- 1660 : Ferdinando de Médicis (ou Balì Ferdinando Medici)
- 1661 : Baccio da Filicaia (ou Baccio del Senat. Vincenzio da Filicaja)
- 1662 ou 1663 : Bartolomeo Bracciolini (Cav. Baron Bartolomeo Bracciolini), capitaine pour la seconde fois[122].
- 1663 : Girolamo di Carlo Corsini
- 1664 : Ottone Orlandini (Cap. Ottone Orlandini)
- 1665 : Lorenzo Mancini
- 1666 : Francesco di Paolo Mancini (Francesco del Cap. Paolo Mancini)
- 1667 : Leonardo di Francesco Martellini[75]
- 1668 : Antonio del Turco (Cav. Antonio del Turco), capitaine pour la première fois.
- 1668 : Giovanni Mazzei II (Prior Giovanni Mazzei), capitaine pour la première fois[123].
- 1669 : Giovanni Mazzei II (Prior Giovanni Mazzei), capitaine pour la seconde fois[123].
- 1672 : Luigi di Pandolfo Ubaldini
- 1673 : Alamanno di Zanobi Bartolini (Senat. Alamanno di Zanobi Bartolini)
- 1674 : ..... di Orazio Magalotti (Cod...... di Orazio Magalotti)
- 1676 : Antonio di Giovanni del Turco (Cav. Antonio del Cav. Giovanni del Turco), capitaine pour la seconde fois.
- 1677 : Giovanni di Buonaccorso Uguccioni
- 1679 : Antonio-Francesco di Pietro-Alamanno Nasi[75] (ou Anton Francesco di Pietro Alamanno Nasi)
- nov. 1680-mai 1683 : Girolamo Strozzi[124]
- 1684 : Luigi Gaetani, capitaine pour la première fois.
- 1685 : Francesco-Maria di Ferdinando Grifoni
- 1687 : Bernardo Dini (Senat. Bernardo Dini)
- 1688 : Luigi di Francesco Gaetani, capitaine pour la seconde fois.
- 1689 : Vincenzio Marzimedici (Cav. Vincenzio Marzimedici)
- 1690 : Rinaldo Betti (Cav. Rinaldo Betti), capitaine pour la première fois.
- 1692 : Alfonso Bracciolini[125] (Cav. e Barone Alfonso Bracciolini)
- 1693 : Cosimo Pitti
- 1694 : Andrea di Baccio Compagni
- 1695 ou 1696 : Vincenzo da Filicaia II[126] (ou Senat. Vincenzio da Filicaja)
- 1699 : Filippo Nerli II (Cav. Filippo Nerli)
- 1700 : Rinaldo Betti (Conte Rinaldo Betti), capitaine pour la seconde fois.
- 1701 : Antonio-Gaetano di Girolamo Mori Ubaldini (ou Anton Gaetano di Girolamo Mori Ubaldini), capitaine pour la première fois[127].
- 1702 : Antonio-Gaetano di Girolamo Mori Ubaldini (ou Anton Gaetano di Girolamo Mori Ubaldini), capitaine pour la seconde fois[127].
- 1703 : Cosimo-Antonio Pitti
- 1704 : Alamanno d'Ugo Minerbetti[75] (Alamanno del Senat. Ugo Minerbetti)
- 1705 : Alessandro Antinori
- 1706 : Cesare Malatesta (Conte Cesare Malatesta), capitaine pour la première fois.
- 1708 : Antonfrancesco Pecori[128] (ou conte Antonio Pecori), capitaine pour la première fois.
- 1709 : Antonfrancesco Pecori[128] (ou conte Antonio Pecori), capitaine pour la seconde fois.
- 1710 : Francesco-Maria..... (Cav. Francesco Maria.....)
- 1711 : Antonio..... (Conte Antonio.....)
- 1716 : Antonio di Niccolò Roffia (Balì Antonio del Balì Niccolò Roffia)
- 1718 : Neri-Maria da Verrazzano
- 1720 : Ubaldino di Luigi Ubaldini (Ubaldino del Senat. Luigi Ubaldini), capitaine pour la première fois.
- 1722 : Cesare Malatesta (Conte Cesare Malatesta), capitaine pour la seconde fois.
- 1724 : Amerigo Marzimedici (Cav. Amerigo Marzimedici)
- 1726 : Ubaldino Ubaldini (Senat. Ubaldino Ubaldini), capitaine pour la seconde fois.
- 1730 : Alessandro Canonici
- 1738 : Niccolò Morelli, capitaine pour la première fois.
- 1740 : Francesco Carnesecchi
- 1743 : Francesco Mancini di Cortona (Cav. Frà Francesco Mancini di Cortona)
- 1745 : Giannozzo da Cepparello
- 1748 : Niccolò Morelli, capitaine pour la seconde fois.
- 1751 : Girolamo Mini (Cav. Girolamo Mini)
- 1753-1755 ou 1756[129] : Francesco degli Albizzi
- 1755 : Francesco della Rena[130]

## Blasons des capitaines du Peuple figurant sur les murs du Palais des Prieurs de Volterra
De nombreux capitaines et commissaires florentins de Volterra firent sculpter leur blason, avec leur nom et années d'exercice de leur(s) mandat(s), et les firent accrocher sur les murs intérieurs ou extérieurs du Palais des Prieurs de la cité. La galerie de photographies suivante expose certains de ces blasons.

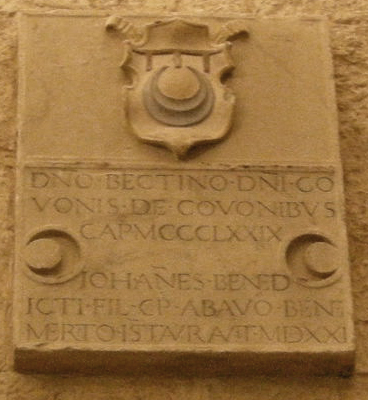
Blason de Bettino Covoni, capitaine en 1379 et de Giovanni Covoni, capitaine en 1521.
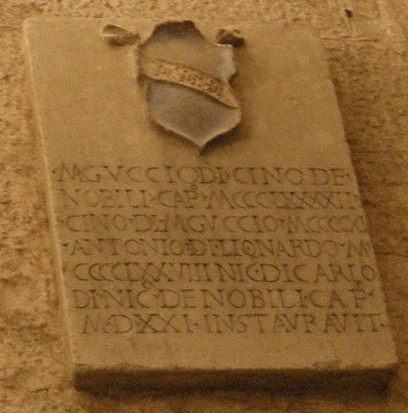
Blason de Guccio de Nobili, capitaine en 1392, de Cino de Nobili, capitaine en 1411, d'Antonio de Nobili, capitaine en 1478, et de Niccolò de Nobili, capitaine en 1521.
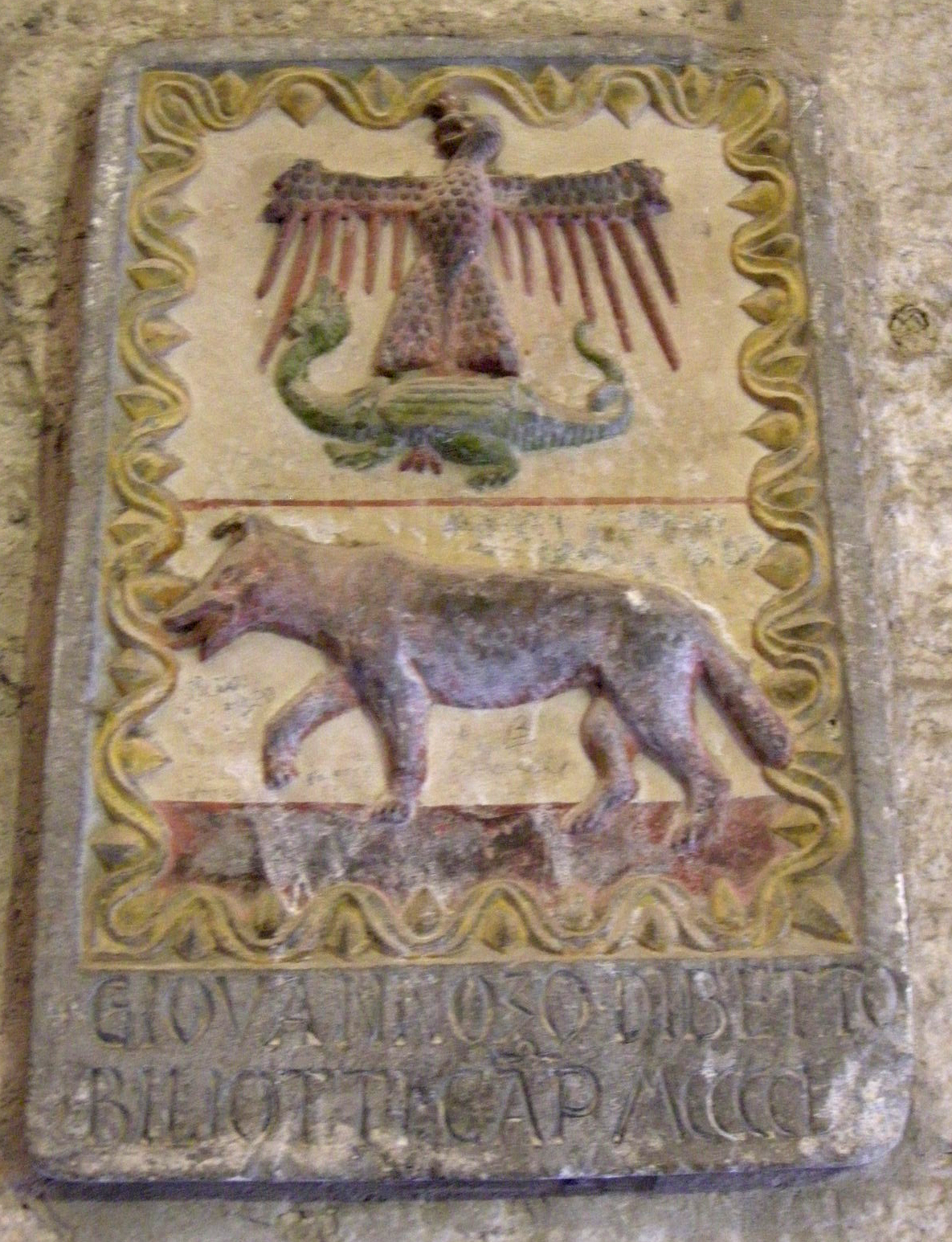
Blason de Giovanni Biliotti, capitaine en 1401.
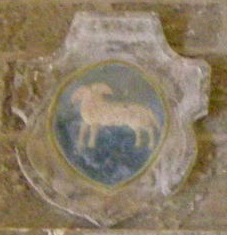
Blason d'Alessandro Alessandri, capitaine en 1434 et 1444, de Guglielmo Alessandri, capitaine en 1511 et 1514, et de Carlo Alessandri, capitaine en 1559.
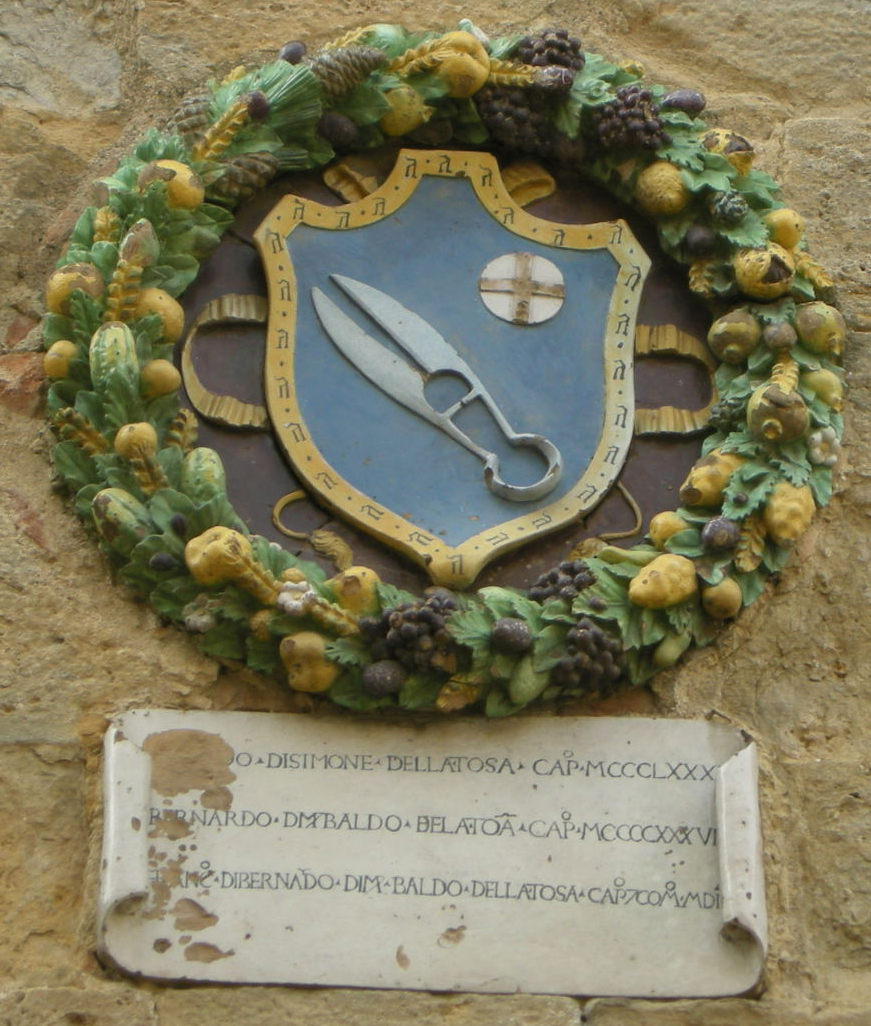
Blason de Bernardo della Tosa, capitaine en 1436 et de Francesco della Tosa, capitaine en 1501.
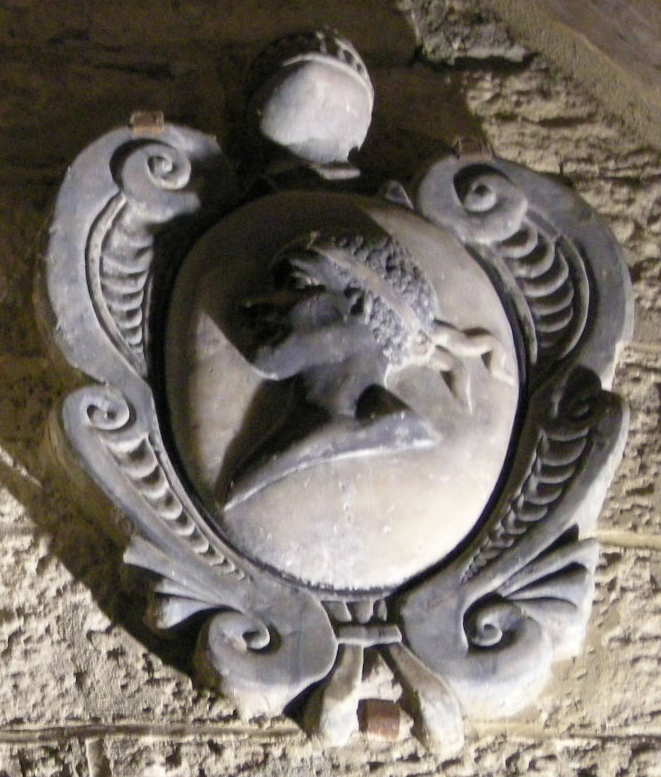
Blason de Saracino Pucci, capitaine en 1452, de Benintendi Pucci, capitaine en 1454, et de Jacopo Pucci, capitaine en 1637 et 1638.
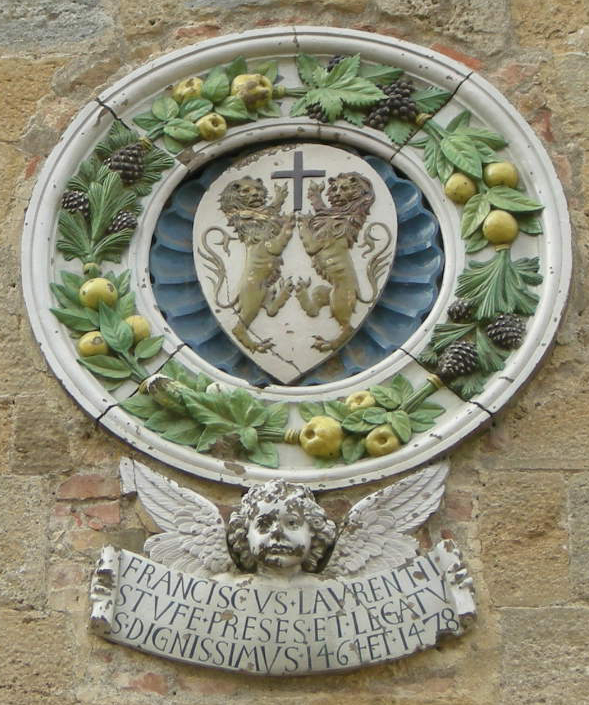
Blason de Francesco della Stufa, capitaine en 1464 et 1478.
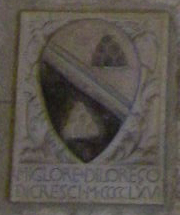
Blason de Migliore Cresci, capitaine en 1466.
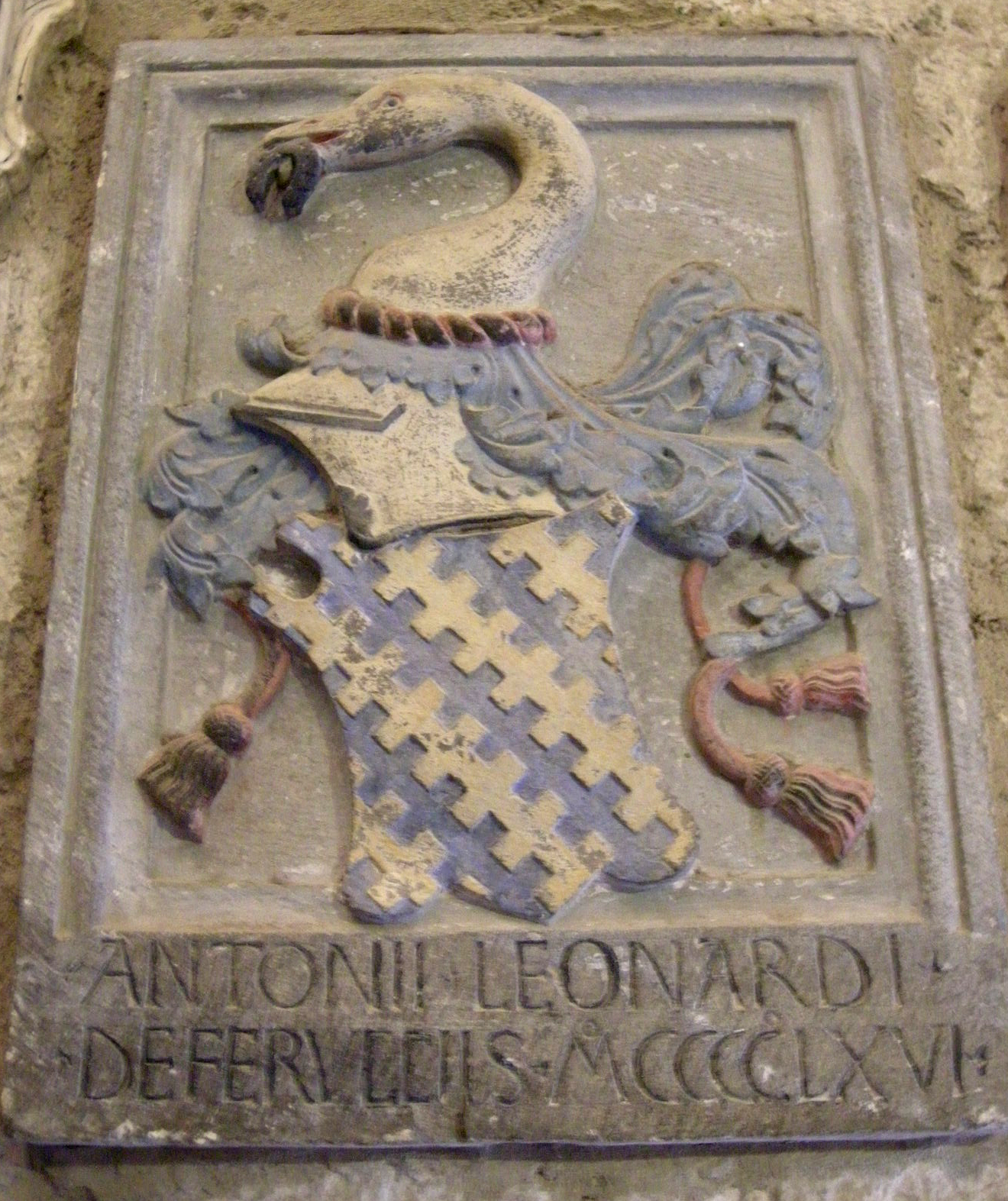
Blason d'Antonio Ferrucci, capitaine en 1466.
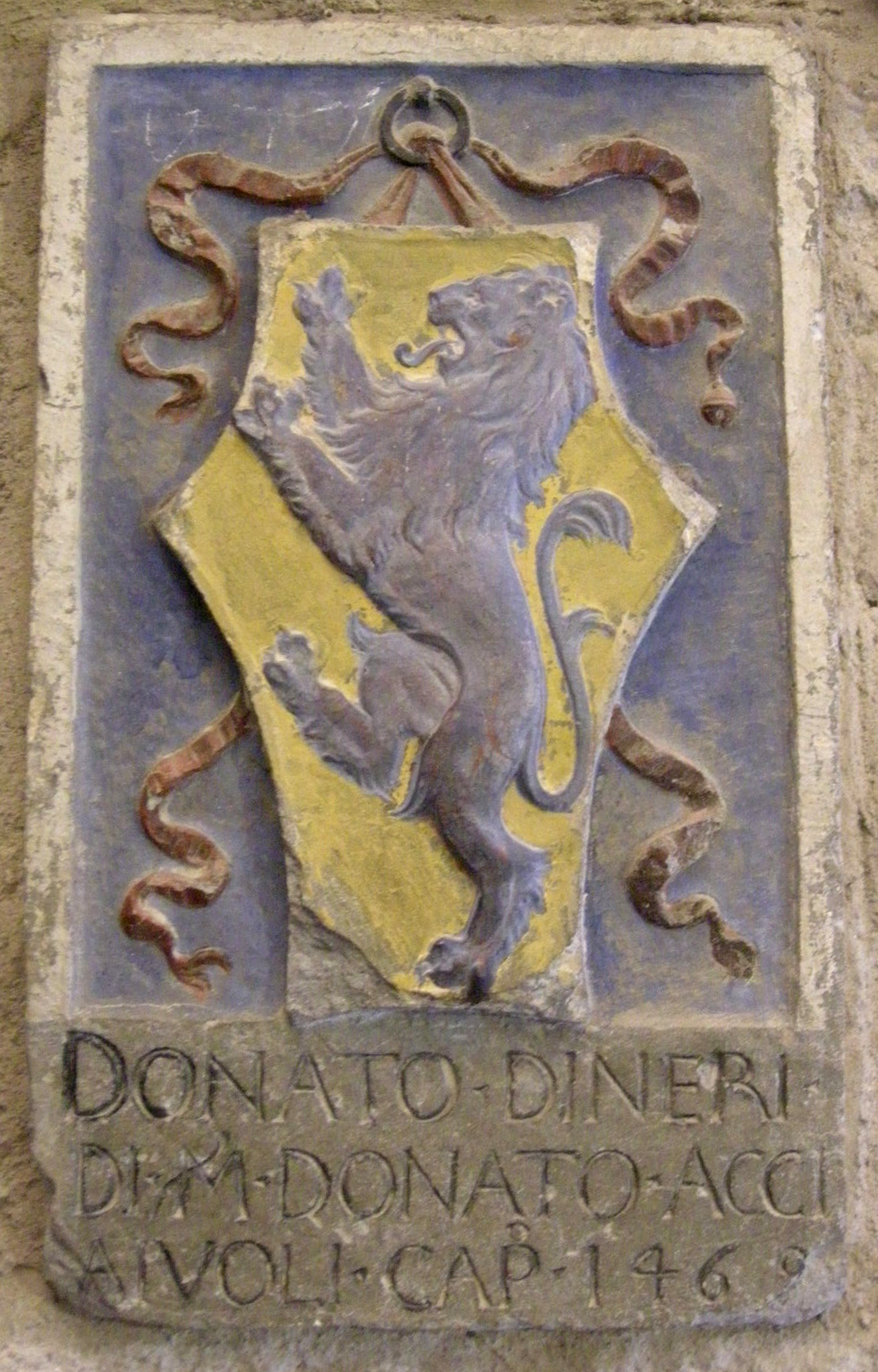
Blason de Donato Acciaiuoli, capitaine en 1469 et 1477.
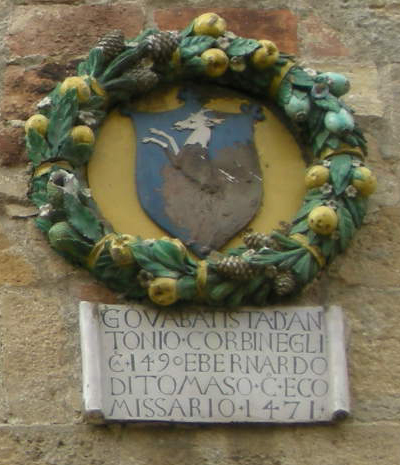
Blason de Bernardo Corbinelli, capitaine en 1471, et de Batista Corbinelli, capitaine en 1490.
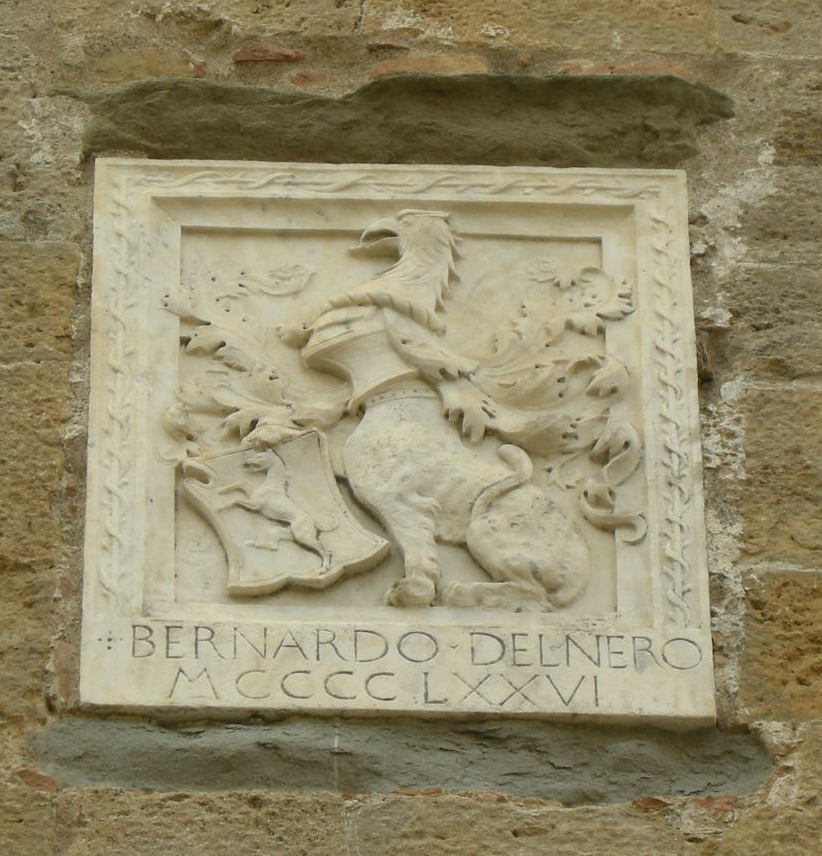
Blason de Bernardo del Nero, capitaine en 1476.
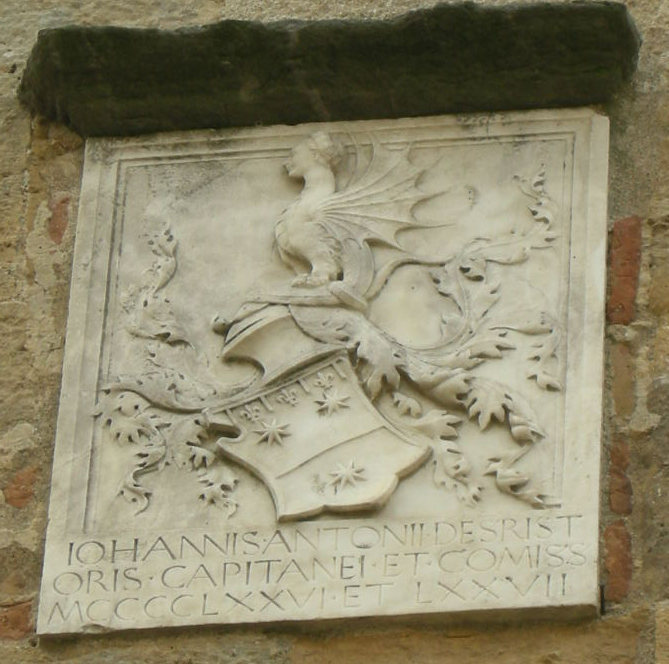
Blason de Giovanni Serristori, capitaine en 1476 et 1477.
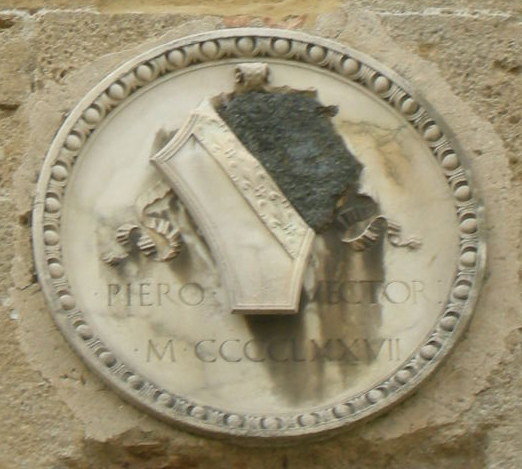
Blason de Pietro Vettori, capitaine en 1478 et en 1494.
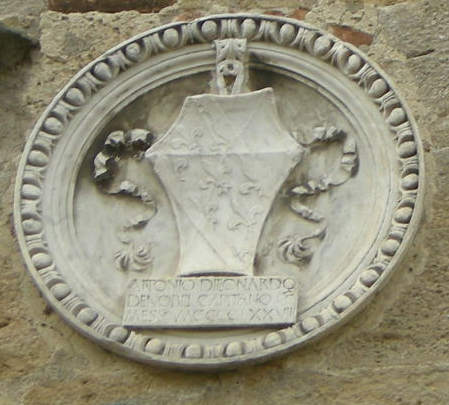
Blason d'Antonio de Nobili, capitaine en 1478.
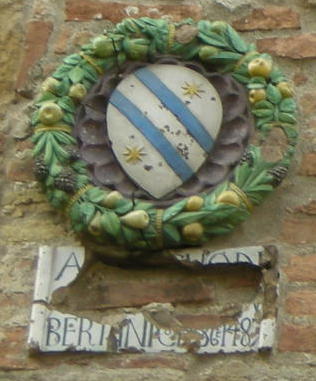
Blason d'Antonio Bertini, capitaine en 1486 et 1487.
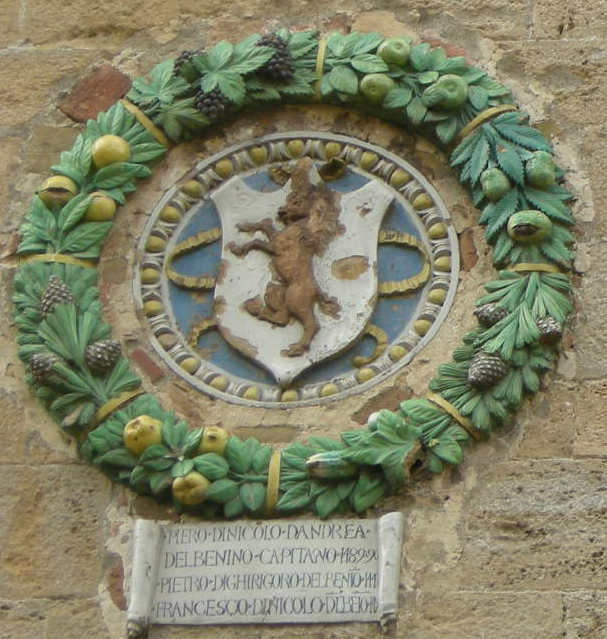
Blason de Piero del Benino, capitaine en 1489 et 1490[131].
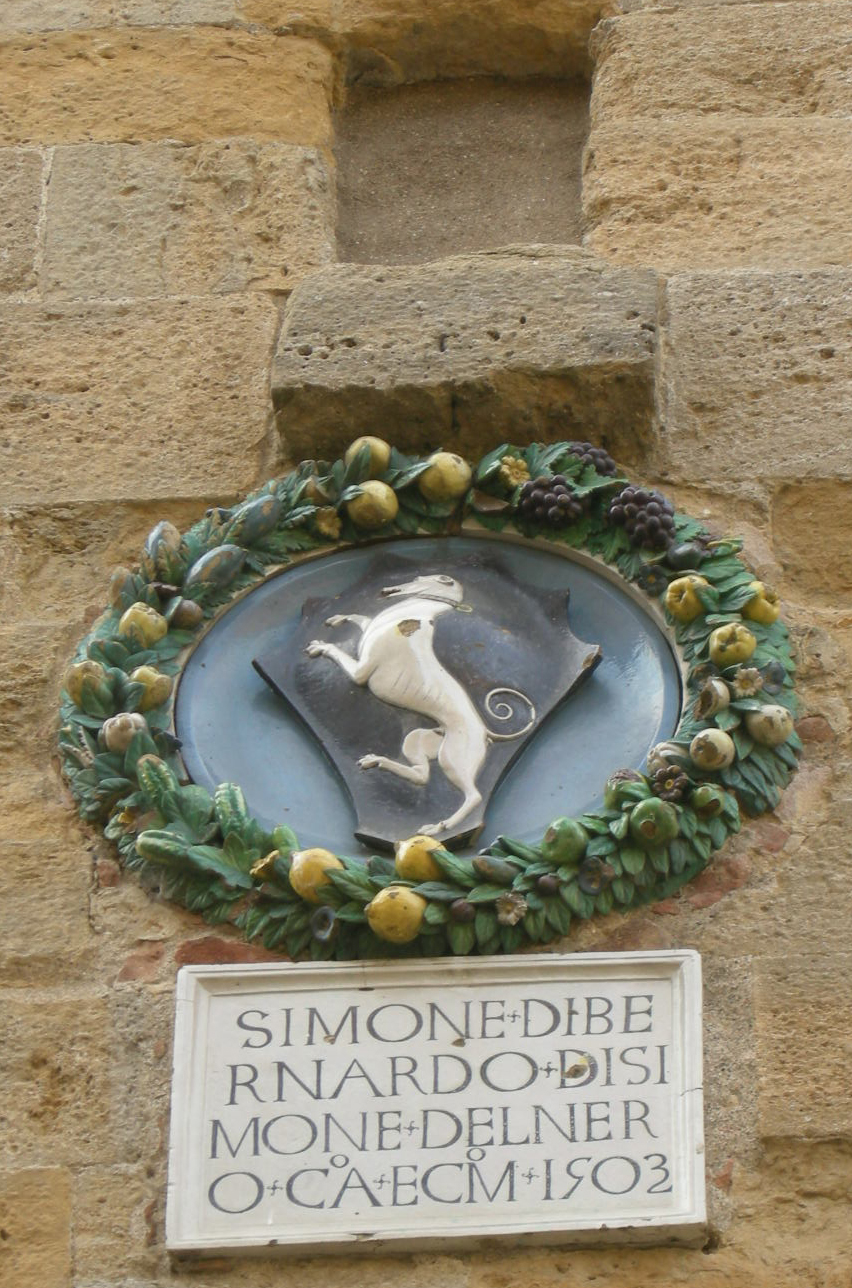
Blason de Simone del Nero, capitaine en 1503.
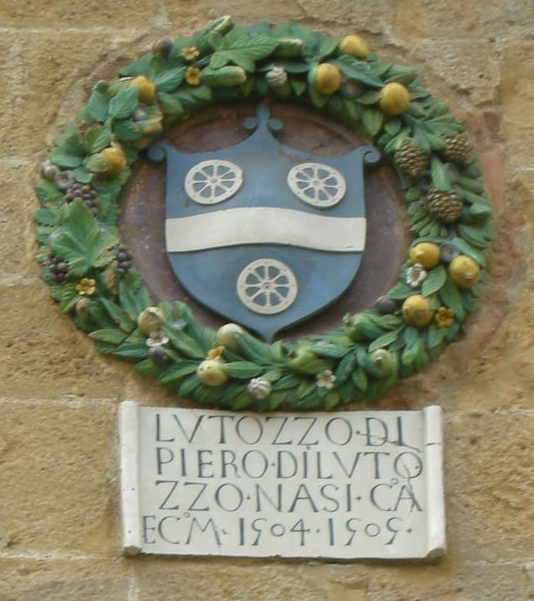
Blason de Lotosso Nasi, capitaine en 1504 et 1505.
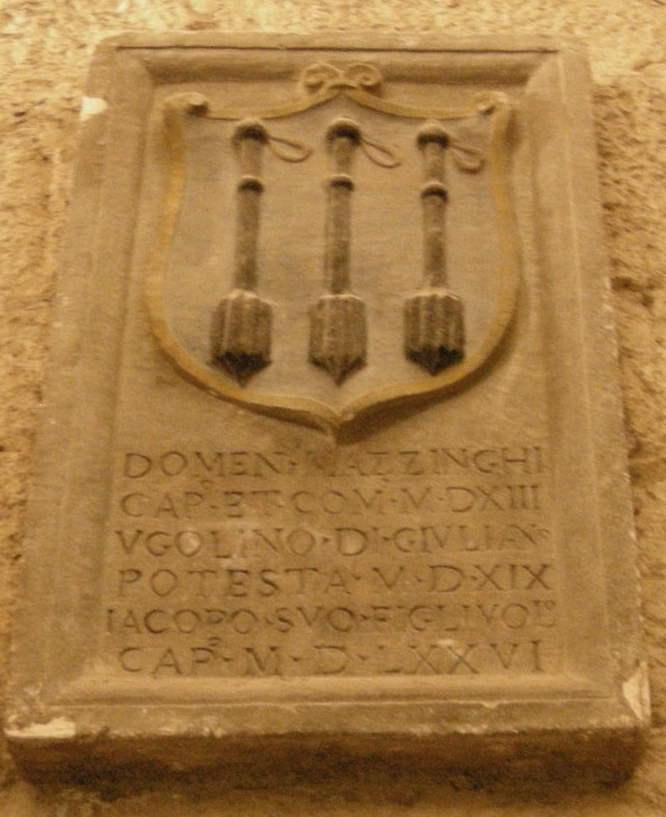
Blason de Domenico Mazzinghi, capitaine en 1512 ou 1513, d'Ugolino Mazzinghi, capitaine ou podestat en 1519, et de Jacopo Mazzinghi, capitaine en 1576 ou 1577.
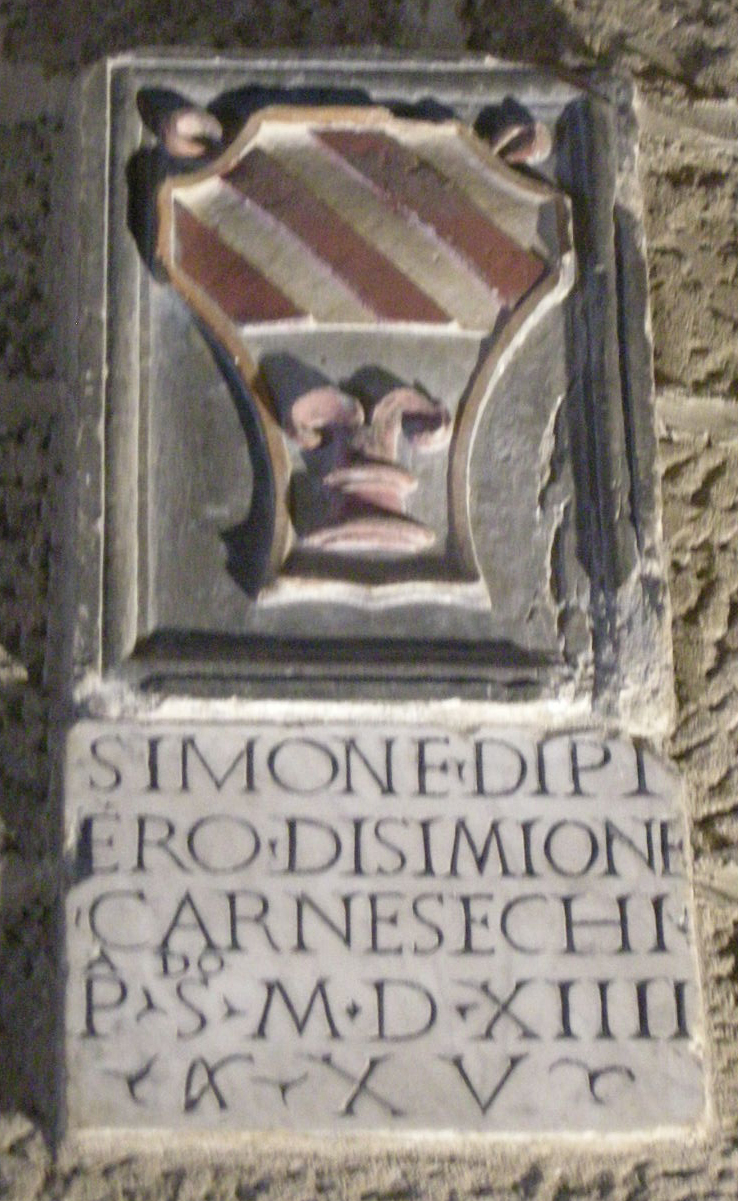
Blason de Simone Carnesecchi, capitaine en 1514 et 1515.
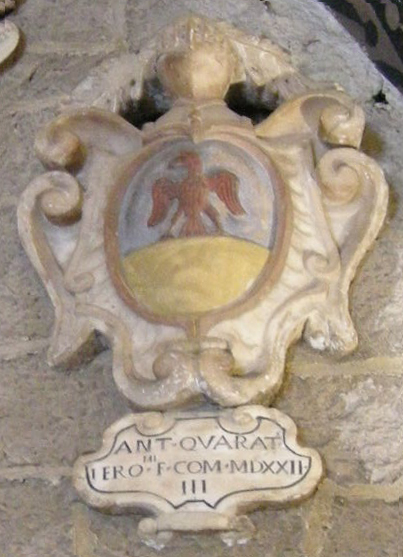
Blason d'Antonio Quaratesi, capitaine en 1522 et 1523.
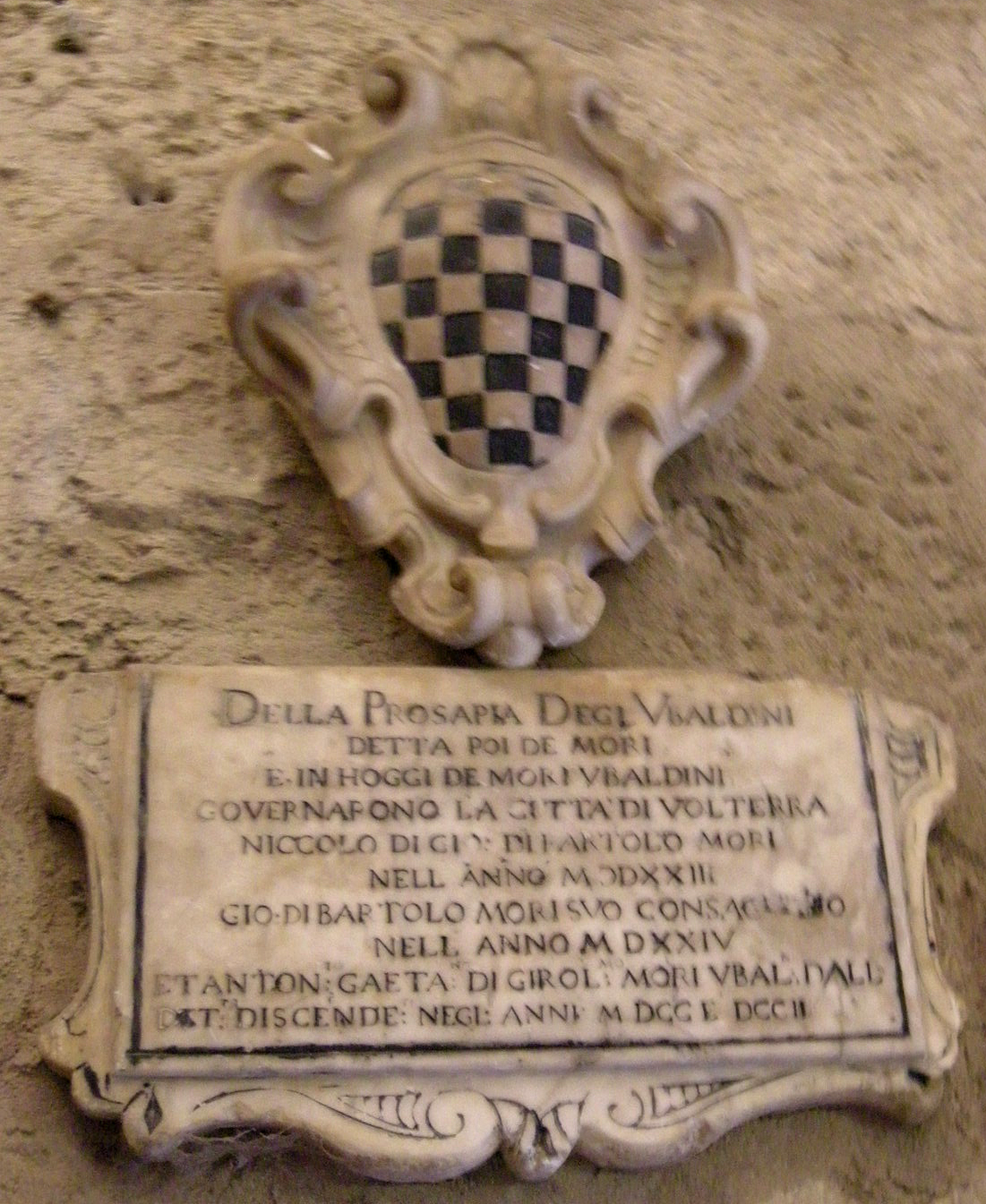
Blason de Niccolò Mori, capitaine en 1523, de Giovanni Mori, capitaine en 1524, et d'Antonio-Gaetano Mori Ubaldini, capitaine en 1701 et 1702.
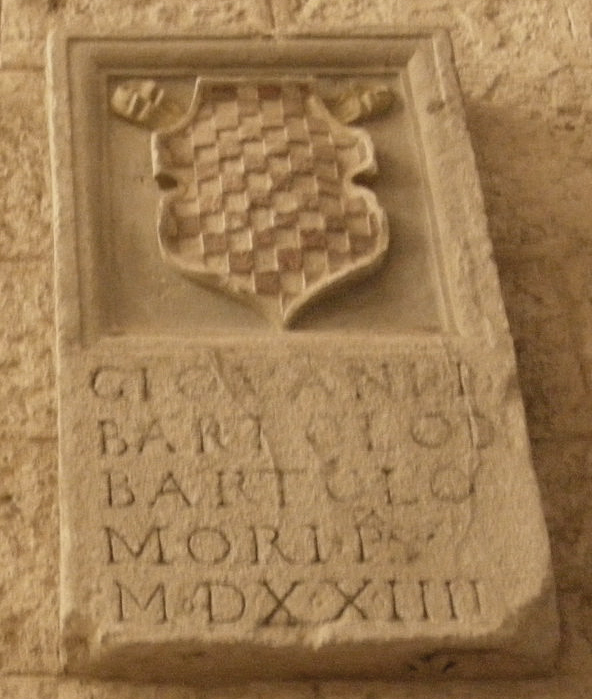
Blason personnel de Giovanni Mori, capitaine en 1524.
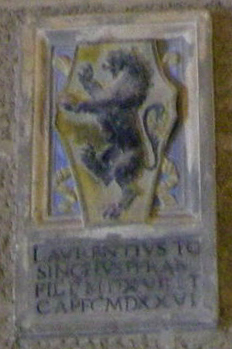
Blason de Lorenzo Tosinghi, capitaine en 1525 ou 1526.
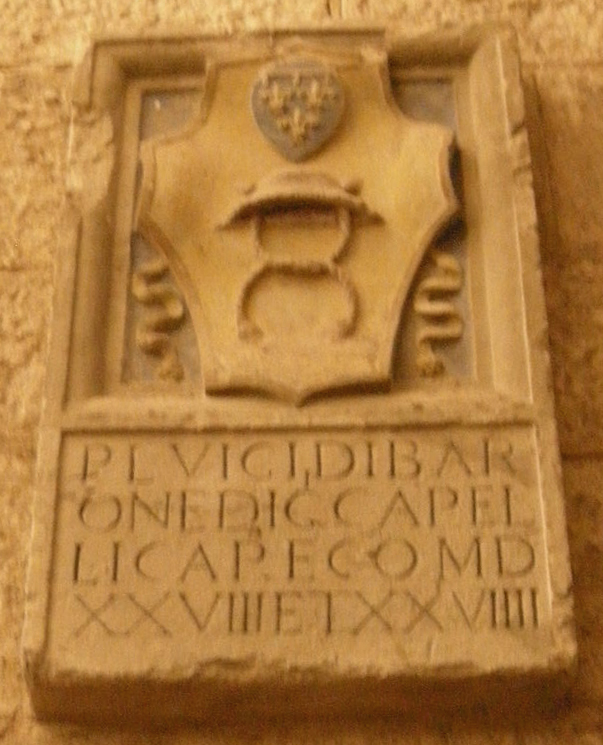
Blason de Luigi Capelli, capitaine en 1528 et 1529.
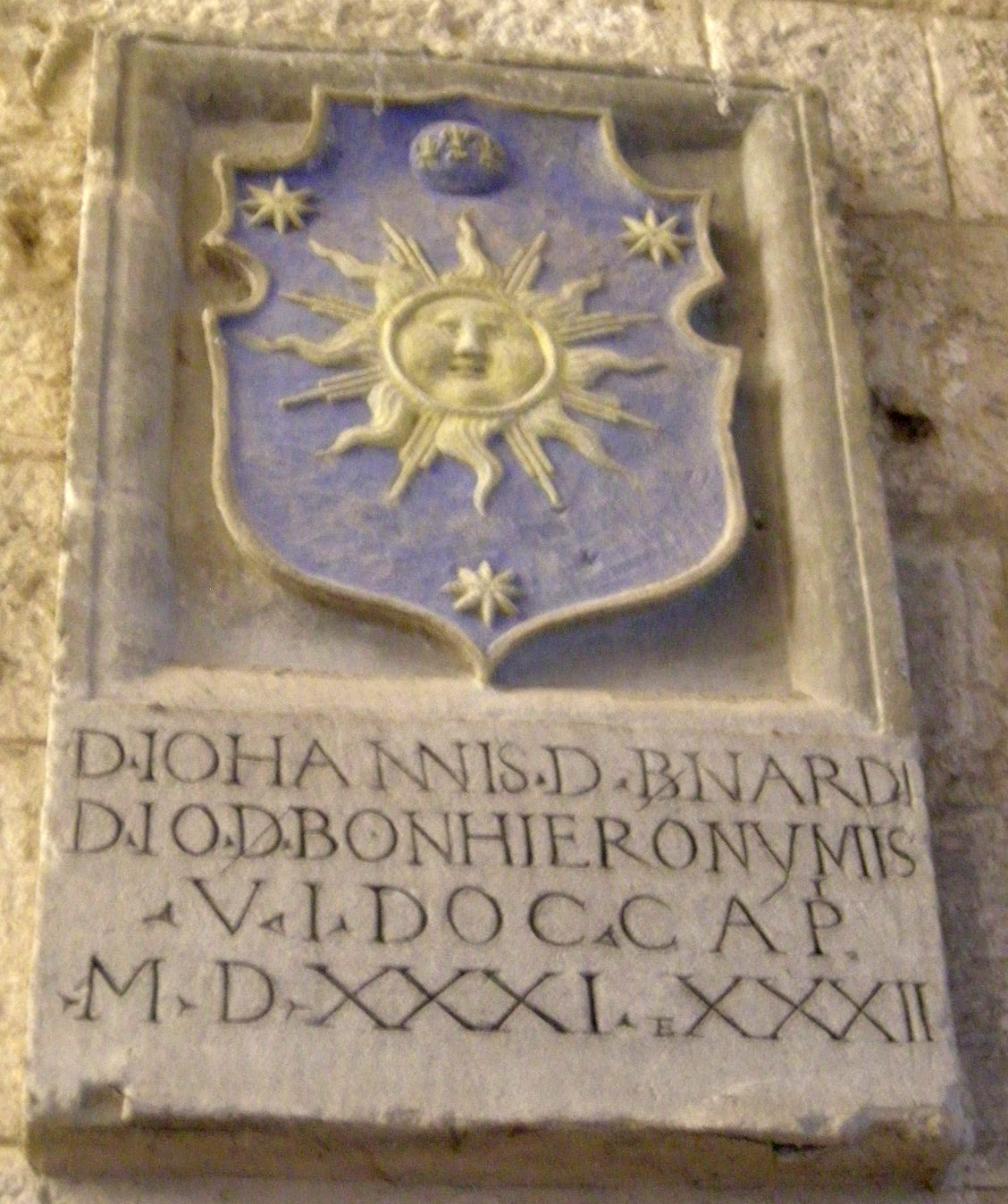
Blason de Giovanni Buongirolami, capitaine en 1531 et 1532.
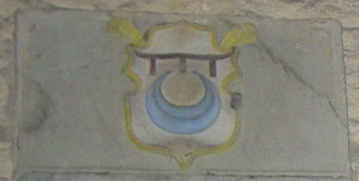
Blason de Lorenzo Canigiani, capitaine en 1537.
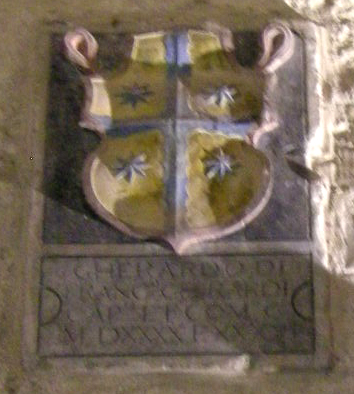
Blason de Gherardo Gherardi, capitaine en 1540 et 1541.
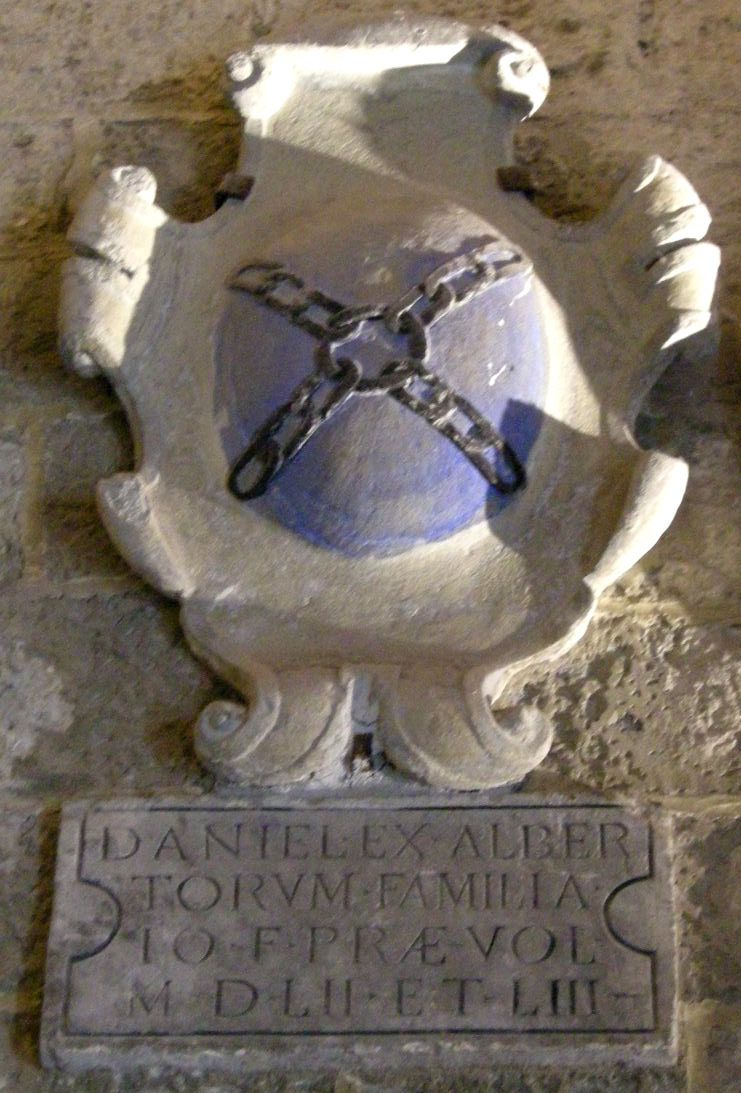
Blason de Daniello Alberti, capitaine en 1552 et 1553.
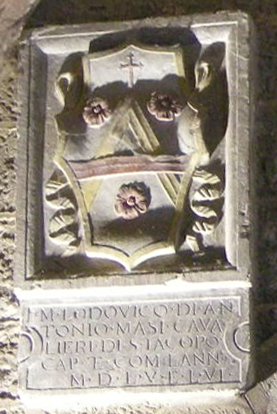
Blason de Lodovico Masi, capitaine en 1555 et 1556.
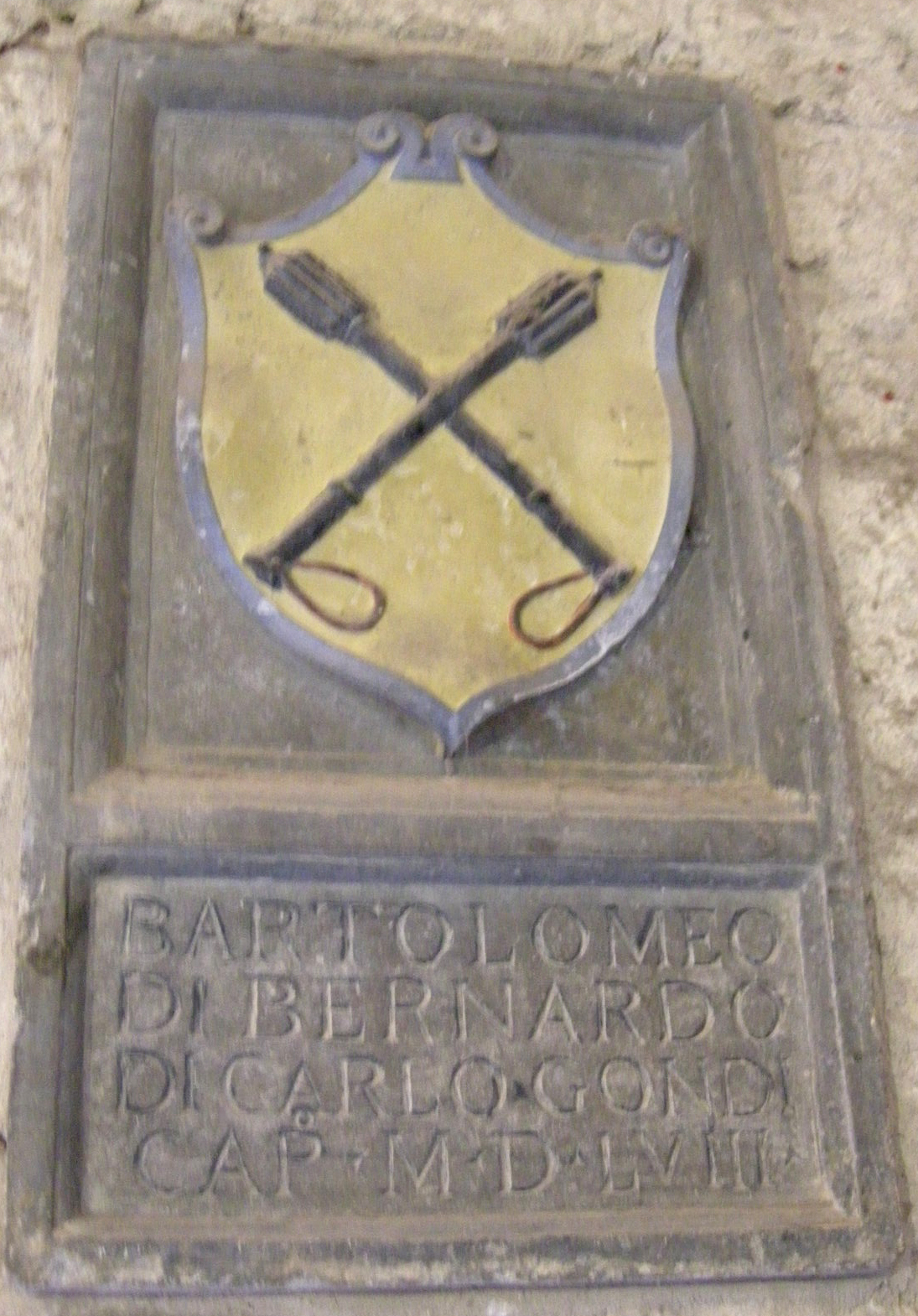
Blason de Bartolomeo Gondi, capitaine en 1558.
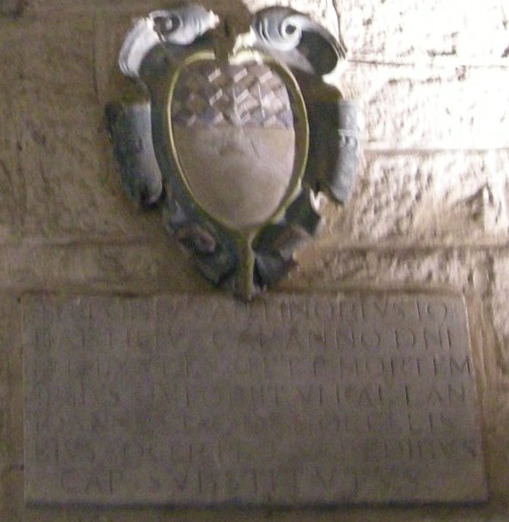
Blason de Federigo Antinori, capitaine en 1564, d'Antonio Antinori Ier, capitaine en 1570, d'Antonio Antinori II, capitaine en 1610, et d'Alessandro Antinori, capitaine en 1705.
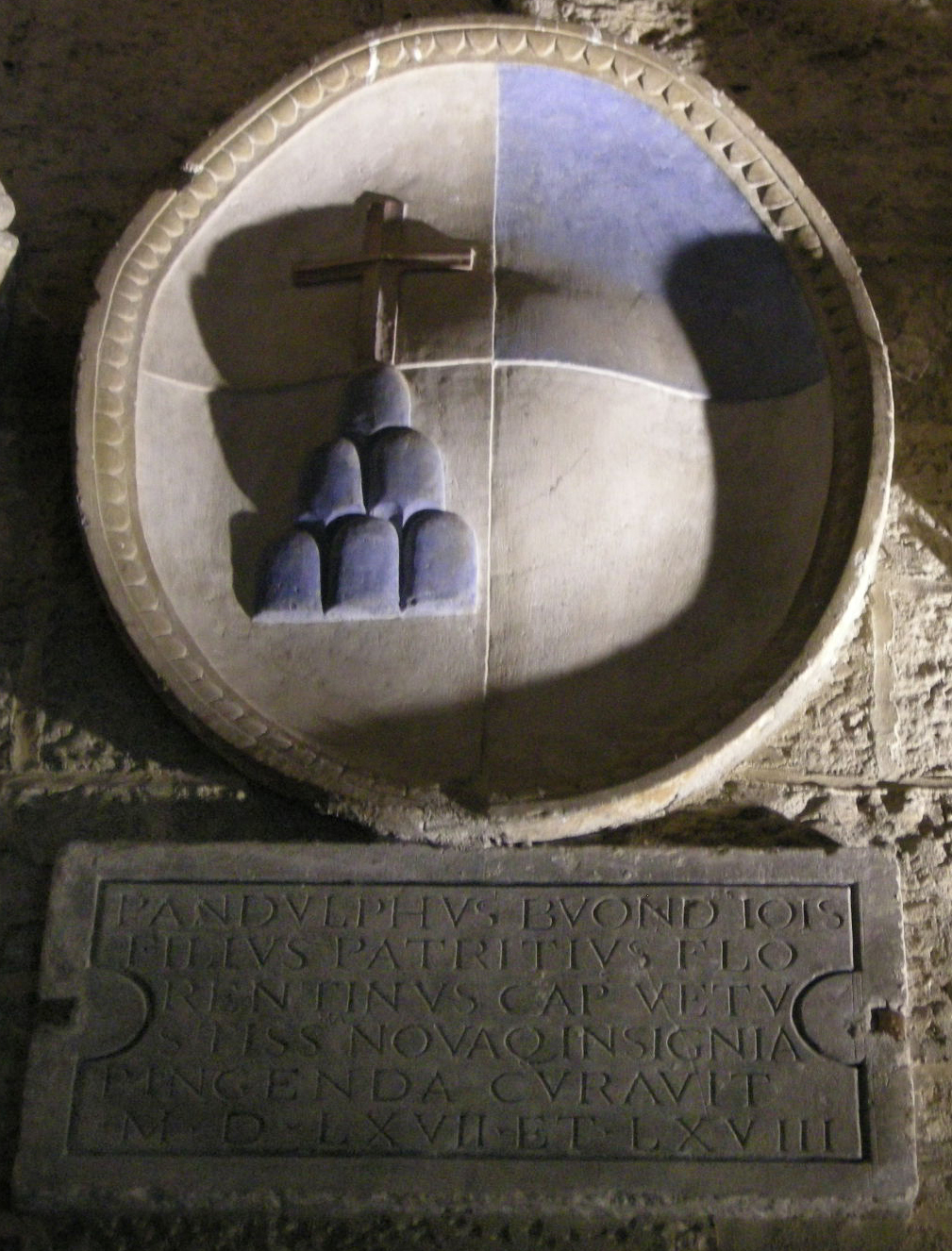
Blason de Pandolfo Buondelmonti, capitaine en 1566 ou 1567 et 1568.
Blason de Lelio Bonsi, capitaine en 1577 et 1578.
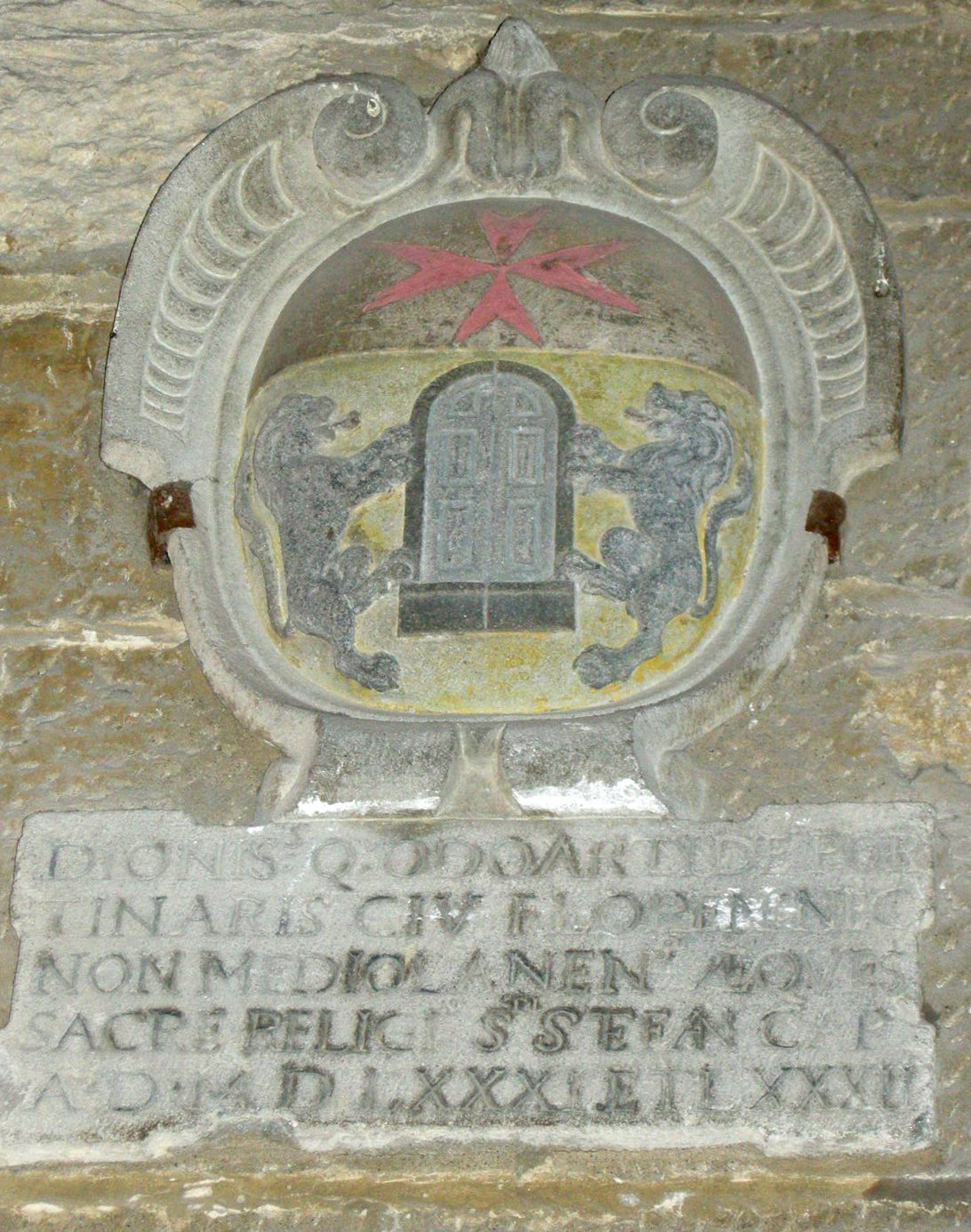
Blason de Dionis Portinari, capitaine en 1581 et 1582.
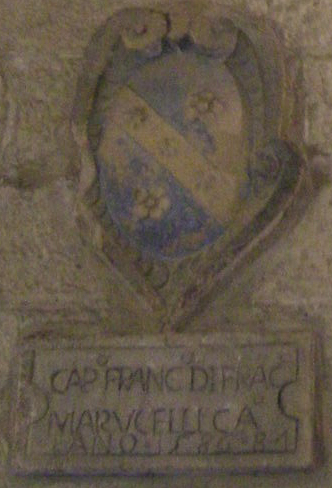
Blason de Francesco Marucelli, capitaine en 1586.
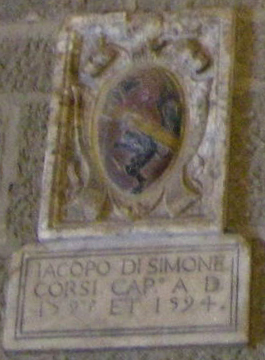
Blason de Jacopo Corsi, capitaine en 1587 et 1593 ou 1594.
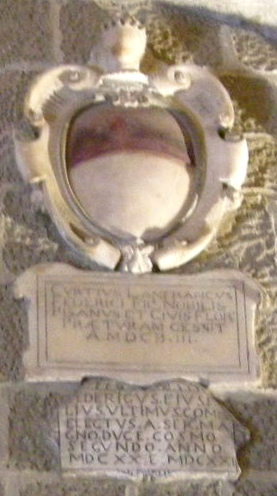
Blason de Curzio Lanfranchi, capitaine en 1602 et 1603 et de Federigo Lanfranchi, capitaine en 1620 et 1621.
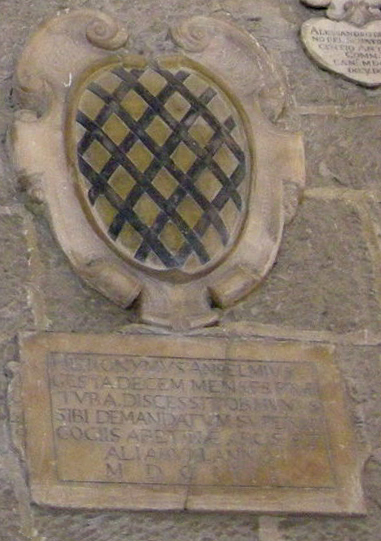
Blason de Girolamo Anselmi, capitaine en 1604.
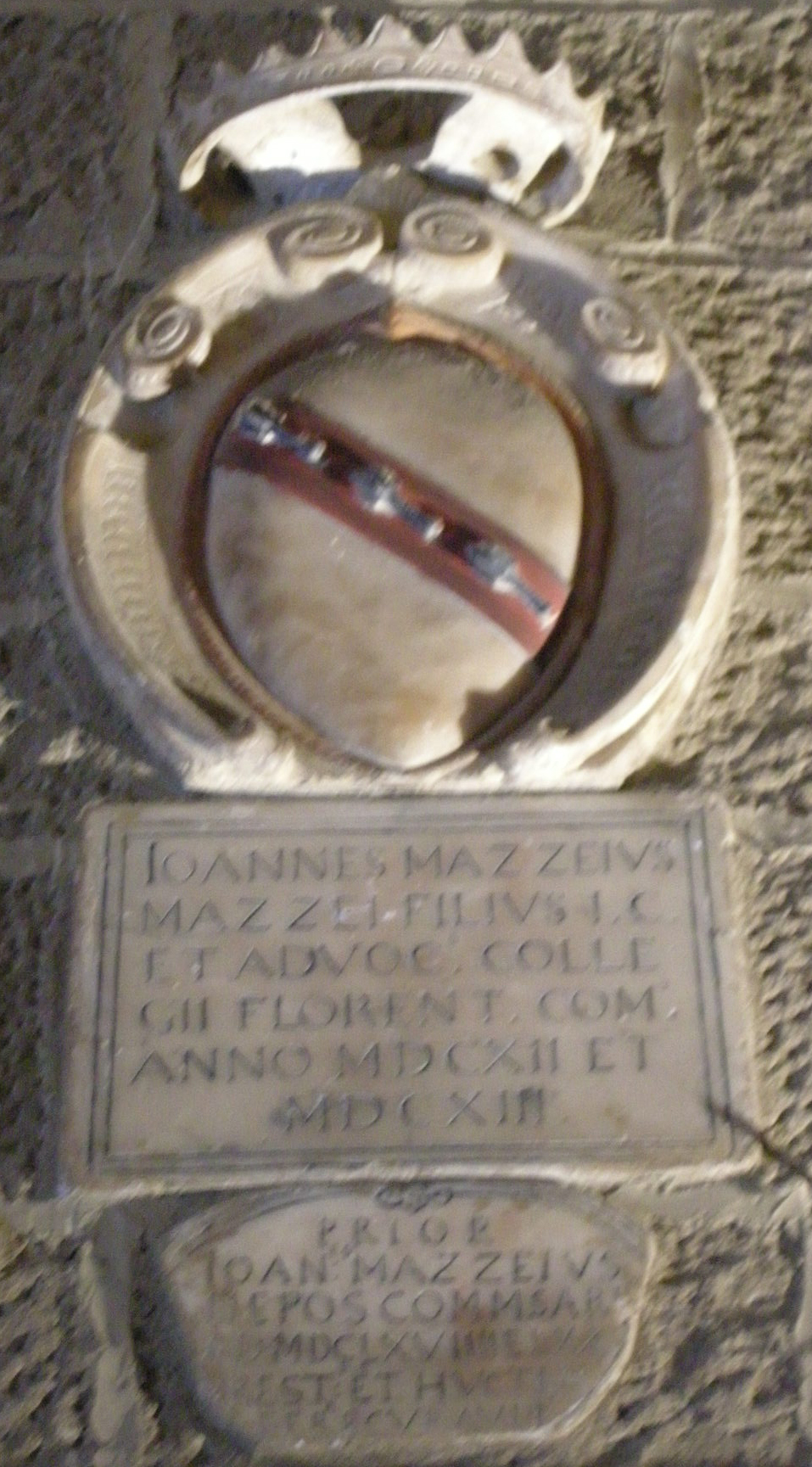
Blason de Giovanni Mazzei Ier, capitaine en 1612 et 1613, et de Giovanni Mazzei II, capitaine en 1668 et 1669.
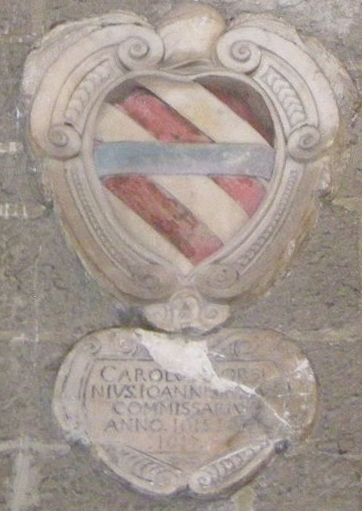
Blason de Carlo Corsini, capitaine en 1615 et 1617.
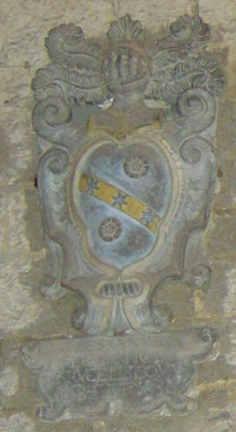
Blason de Cosimo Marucelli, capitaine en 1625, ou d'Alessandro Marucelli, capitaine en 1635.
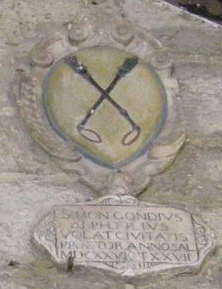
Blason de Simone Gondi, capitaine en 1626 et 1627.
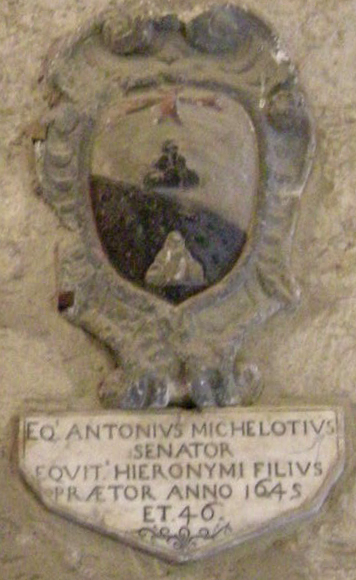
Blason d'Antonio Michelozzi, capitaine en 1645 et 1646.
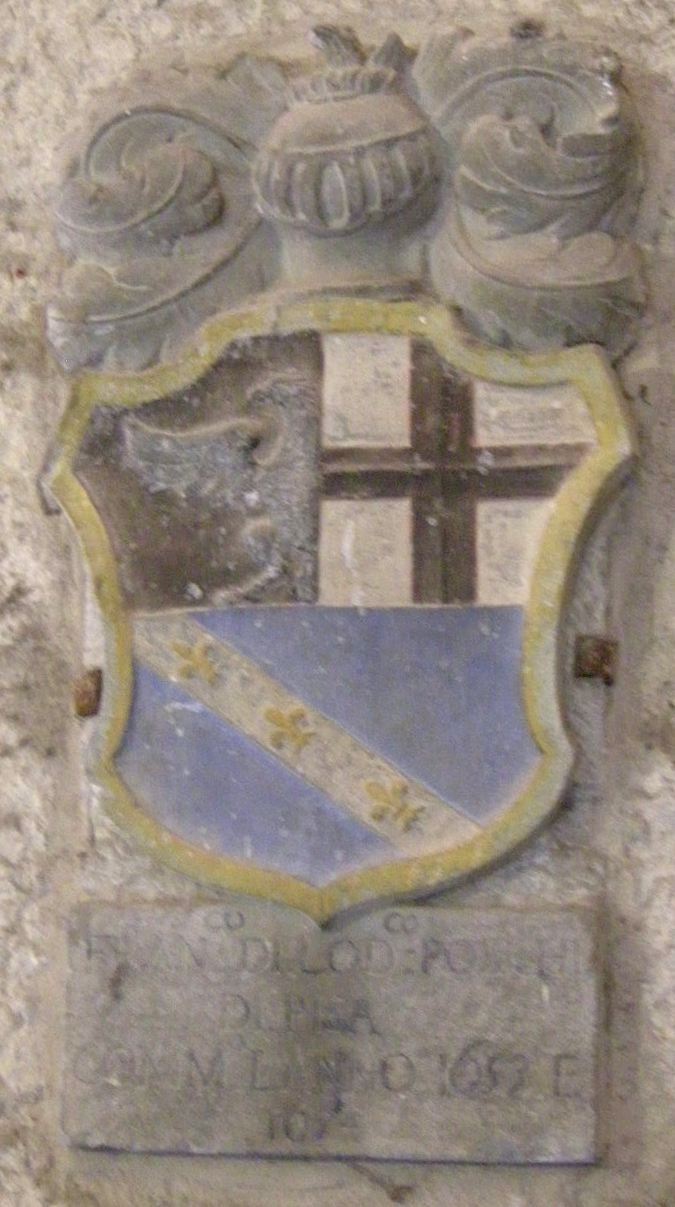
Blason de Francesco Poschi, capitaine en 1652 ou 1653.
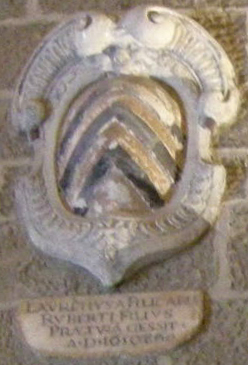
Blason de Lorenzo da Filicaia, capitaine en 1659.
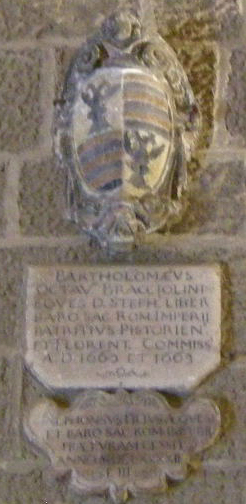
Blason de Bartolomeo Bracciolini, capitaine en 1660 et 1662 ou 1663 et d'Alfonso Bracciolini, capitaine en 1692.
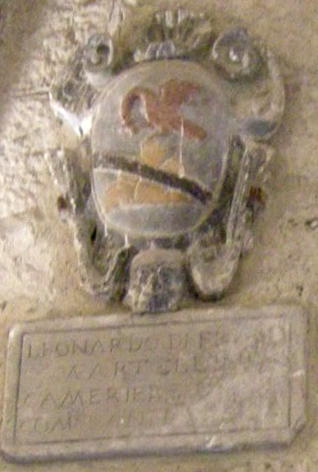
Blason de Leonardo Martellini, capitaine en 1667.
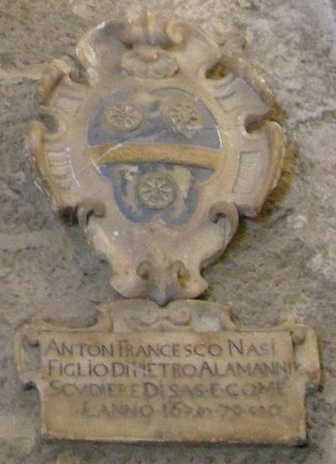
Blason d'Antonio-Francesco Nasi, capitaine en 1679.
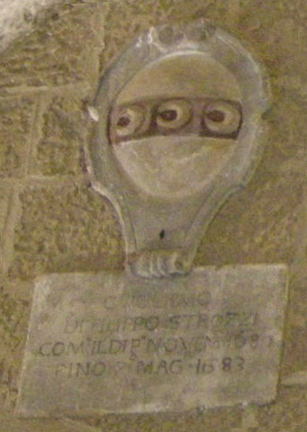
Blason de Girolamo Strozzi, capitaine de 1680 à 1683.
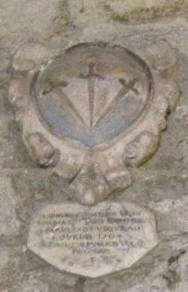
Blason d'Alamanno Minerbetti, capitaine en 1704.

## Sources et bibliographie
: document utilisé comme source pour la rédaction de cet article.
La liste est établie principalement selon la source suivante, sauf précision contraire en note :
- (it) Lorenzo-Aulo Cecina et Flaminio dal Borgo, Notizie istoriche della città di Volterra, Pise, Paolo Giovannelli e Compagni, 1758 (lire en ligne), p. 270-285.